# Arturo Frondizi
Arturo Frondizi (Paso de los Libres, 28 de octubre de 1908-Buenos Aires, 18 de abril de 1995) fue un abogado, periodista, docente, estadista y político argentino, que fue elegido presidente de Argentina y gobernó entre el 1 de mayo de 1958 y el 29 de marzo de 1962, cuando fue derrocado por un golpe de Estado militar.
Afiliado a la Unión Cívica Radical en los años 1930, Frondizi fue uno de los líderes que renovaron esa fuerza en la década de 1940 al dar origen al Movimiento de Intransigencia y Renovación. En 1946 fue elegido diputado nacional por la ciudad de Buenos Aires. En las elecciones de 1951 integró la fórmula presidencial de la UCR como candidato a vicepresidente, junto a Ricardo Balbín, que fue derrotada por la fórmula peronista.
En 1954, editó Petróleo y política, un libro-denuncia sobre la actividad de las empresas petroleras en Argentina, y propuso el monopolio de YPF sobre el sector petrolero. El libro se transformaría en un superventas al año siguiente, durante los acalorados debates sobre los contratos petroleros firmados por Juan D. Perón y la Standard Oil de California; gracias a esto —y a la reapertura de la revista Qué!—, Frondizi se posicionaría en un primer plano de la escena política, dándole más refuerzo a su fama de intelectual y a su perfil izquierdista.
Durante la Revolución Libertadora Frondizi lideró el sector del radicalismo que criticaba la dictadura, contra el sector liderado por Balbín, más cercano a la misma, hecho que llevó a la división del partido y a la formación de la Unión Cívica Radical Intransigente (UCRI). Frondizi y Balbín se enfrentaron en las elecciones presidenciales de 1958 con el peronismo proscripto, y Frondizi ganó ampliamente, gracias a un acuerdo que él o su entorno realizaron con Juan Domingo Perón, en unas circunstancias que no quedaron aclaradas.
Su gobierno estuvo caracterizado por un viraje ideológico, inspirado por Rogelio Frigerio, hacia un tipo de desarrollismo menos impulsado desde el Estado y más orientado al desarrollo de la industria pesada como consecuencia de la instalación de empresas multinacionales. Su política sociolaboral, petrolera y educativa tuvo picos de alta conflictividad, con grandes manifestaciones y huelgas del movimiento obrero y del movimiento estudiantil, así como numerosos atentados contra el gobierno con fines políticos en los que resultaron asesinados 17 civiles y militares. Aprobó y ejecutó el Plan CONINTES, que ponía a los manifestantes bajo jurisdicción de los tribunales militares y prohibía las huelgas. La política exterior buscó acercarse a la administración demócrata de John F. Kennedy en Estados Unidos, pero mantuvo una línea independiente: apoyó la revolución cubana, recibió a Fidel Castro en Buenos Aires e incluso llegó a reunirse en secreto con Ernesto Guevara para intentar mediar los conflictos entre Estados Unidos y Cuba sin éxito alguno. Profundizó las relaciones internacionales con países asiáticos al realizar por primera vez una visita presidencial a Indonesia, India e Israel, y cerró acuerdos económicos con la Unión Soviética.
El gobierno de Frondizi sufrió grandes presiones del poder militar, que le llegó a imponer los ministros de Economía liberales Álvaro Alsogaray y Roberto Alemann, y el retiro de Frigerio como asesor de gobierno. Pese a ello, Frondizi pudo continuar con su línea desarrollista. No logró terminar su mandato presidencial, ya que fue derrocado por un golpe de Estado el 29 de marzo de 1962. Ese día fue detenido por los militares golpistas y un decreto del Poder Ejecutivo de José María Guido convalidó su detención sin juicio durante dieciocho meses, impidiéndole participar a él de las elecciones de 1963. Frondizi criticó la asunción y gobierno de Arturo Illia, quien de hecho aceptó como legal el derrocamiento de Frondizi y anuló algunos de sus contratos petroleros. En 1966 apoyó el golpe militar que derrocó a Illia, pensando que la «Revolución Argentina» era una oportunidad de hacer la revolución económica. Abandonaría, sin embargo, esa idea al asumir Adalbert Krieger Vasena el Ministerio de Economía y Trabajo.
Desde su derrocamiento Frondizi fue partidario de formar un frente nacional que incluyera al peronismo. Esta postura lo enfrentó con el ala de la UCRI liderada por Oscar Alende y lo llevó a separarse del partido para crear el Movimiento de Integración y Desarrollo (MID), que se mantendría desde entonces cercano al peronismo, integrando los mismos frentes electorales. En las elecciones presidenciales de marzo de 1973 y septiembre de 1973, el MID liderado por Frondizi integró el Frente Justicialista de Liberación (FREJULI) junto al peronismo y otras fuerzas políticas, resultando victorioso con las candidaturas presidenciales de Héctor Cámpora y Perón.
Durante la dictadura autodenominada Proceso de Reorganización Nacional mantuvo una postura expectante al régimen militar, al mismo tiempo que crítica ante algunas de las medidas económicas que había adoptado el gobierno de facto, en la que el MID aportó al ministro de Relaciones Exteriores Oscar Camilión y varios intendentes. Durante la guerra de las Malvinas acontecida en 1982, Frondizi y Raúl Alfonsín fueron la excepción en el panorama político argentino al oponerse a dicho conflicto bélico.

## Biografía

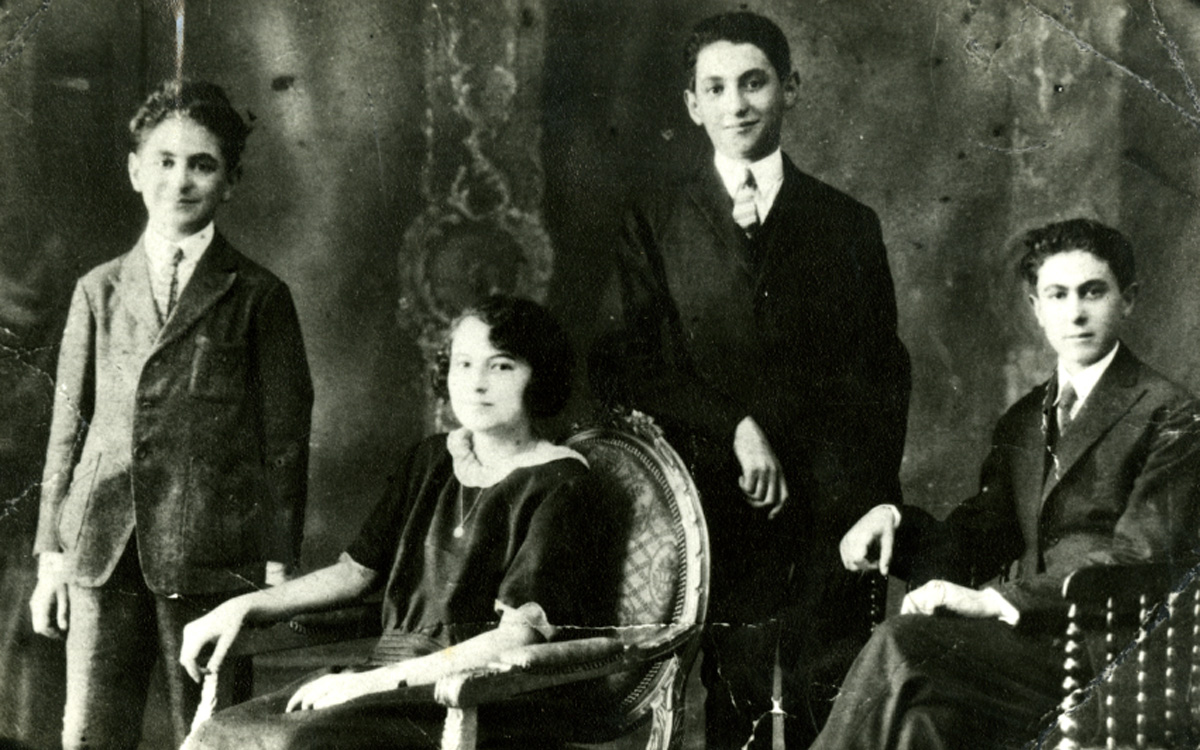
Cuatro hermanos de la familia Frondizi en 1915, aprox. De izquierda a derecha: Silvio, Liduvina, Arturo y Risieri.

Arturo Frondizi nació el 28 de octubre de 1908 en Paso de los Libres, provincia de Corrientes, Argentina.
Fue el decimotercer hijo de Isabella Ércoli de Frondizi y de Giulio Frondizi. Este había aprendido el arte de la albañilería de su padre. La pareja, poco después de casarse, había llegado al país a comienzos de la década de 1890 provenientes de la ciudad italiana de Gubbio. Giulio logró una posición holgada para su hogar como contratista de obras.
El matrimonio tuvo en total catorce hijos, ocho varones y seis mujeres: Luidina (n. 1887), Ubaldo (n. 1888 y fallecido a corta edad) y Tersilia (n. 1889), todos ellos nacidos en Italia; y Américo (n. 1896, futuro graduado en farmacéutica), María (n. 1897 y fallecida a corta edad), Virginia (n. 1899, futura profesora de educación primaria), Ricardo Amadeo (n. 1900, futuro famoso profesor de inglés), Giulio (n. 1901, futuro funcionario público), Isabella (n. 1903), Oreste (n. 1905, futuro funcionario público), Silvio (n. 1907, futuro político y abogado, además de teórico del trotskismo y que sería asesinado en 1974), Liduvina (n.?), Arturo (n. 1908) y Risieri (n. 1910, futuro filósofo y rector de la Universidad de Buenos Aires).
Tres de sus hijos se destacaron en la historia de Argentina: Silvio, como intelectual sociólogo; Arturo, como político, y Risieri, como filósofo. Arturo fue un alumno poco rendidor hasta los últimos años de su adolescencia, más interesado en deportes como el fútbol y el boxeo que en los estudios. Este camino que iba tomando siendo joven contradecía con lo que había dicho su madre: «Mis hijos no trabajarán con las manos, serán intelectuales».

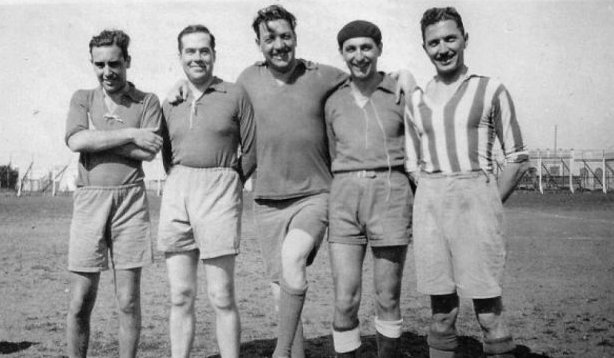
Frondizi (segundo a la derecha) jugando en la cuarta división del Club Almagro, hacia 1935.

A mediados de los años 1920, Frondizi jugó al fútbol como defensor en las categorías inferiores del Club Almagro. En alguna ocasión afirmó ser fanático de dicho club. En 1926, sufrió una grave lesión en un brazo, consecuencia de una mala caída. El periodista Ariel Scher dijo: «Cuando se quebró, preocupó a todos sus compañeros, y en particular a Raúl Colombo, con quien compartiría el afecto, tanto en la política como en el deporte, a lo largo de su existencia».
Arturo y Silvio viajaron en 1923 a la provincia de Buenos Aires acompañados por su padre. Concurrieron al Colegio Nacional Mariano Moreno, donde después estudiaría también Risieri. En 1925, antes de cursar el último año del bachillerato, Arturo intentó ingresar en el Colegio Militar de la Nación, pero fue aplazado. Durante esos últimos años de bachillerato, dio un vuelco a su vida, empezando a preocuparse más por los estudios, dejó de lado los juegos y deportes. De esta forma, durante el quinto año, sus notas comenzaron a mejorar. Ya como un estudiante distinguido, empezó a colaborar en el diario estudiantil Estimulen.

### Comienzo en la política
Frondizi se identificó con el yrigoyenismo cuando era un adolescente y estudiaba en el colegio secundario. Hipólito Yrigoyen había sido elegido presidente cuando él tenía 8 años y cumplió su mandato cuando tenía 14. Por primera vez en la historia argentina se había elegido a un presidente por el voto secreto y obligatorio, en elecciones de concurrencia masiva. Pese a ello y durante toda su carrera universitaria, Frondizi tuvo una visión negativa de la actividad política y se juró no pisar jamás un local partidario.
En 1927, ingresó a la Facultad de Derecho de la Universidad de Buenos Aires, en donde se graduó en julio de 1930. Se negó a retirar su diploma de honor al año siguiente de ser emitido, debido a su negativa de recibir el mismo de manos del entonces presidente de facto José Félix Uriburu, quien había derrocado a Yrigoyen el 6 de septiembre del año anterior.
Su oposición a la dictadura que derrocó a Yrigoyen lo llevó a participar en una manifestación el 8 de mayo de 1931, durante la cual fue detenido y «puesto a disposición del gobierno provisional». Su hermano Silvio Frondizi presentó el habeas corpus, el primero de una vida dedicada a defender presos políticos. El juez sin embargo dispuso el encarcelamiento también de Silvio Frondizi, y ambos hermanos permanecieron detenidos juntos durante veinte días en la Penitenciaría Nacional ubicada en la calle Las Heras de Buenos Aires, prisión que Arturo ordenaría demoler cuando fue presidente.
Frondizi mismo ha dicho que esa detención lo decidió a dejar de lado la carrera de profesor que tenía pensado seguir, para iniciar la carrera de político. A fines de 1932 fue detenido por segunda vez y luego de ser puesto en libertad se afilió a la Unión Cívica Radical.
El 28 de octubre de 1932, Frondizi se comprometió con Elena Faggionato, para casarse el 5 de enero de 1933. De esta unión nacería en 1937 su única hija, Elena. Su esposa se convirtió en su colaboradora más cercana y fue corredactora de sus discursos.
Felipe Pigna relata que el 6 de julio de 1933 Frondizi se destacó con el discurso que pronunciara en el entierro de Hipólito Yrigoyen, un evento que sorprendió a la sociedad argentina por su carácter multitudinario, después de años de acusaciones y propaganda antiyrigoyenista. En 1970 Frondizi recordaría aquel momento con estas palabras:

El día del sepelio, todavía enfermo, fui junto con mi mujer a formar parte como un joven anónimo, de la gran columna popular. Desde la esquina de Tucumán y Callao vi pasar a miles de argentinos que acompañaban al gran caudillo. Hombres y mujeres de todas las edades y de todas las clases sociales. El espectáculo era imponente no sólo por la multitud sino por su composición humana. Me emocionó profundamente ver a la gente humilde sollozante, y una nota totalmente inesperada para mí, la presencia de una multitud de negros. Los que el 6 de septiembre nos conmovimos por la soledad de Yrigoyen, pudimos advertir cómo el pueblo había ido a su sepelio a decir que el instinto popular es más fuerte que todos los poderes que lo encarcelaron, lo denigraron y lo atacaron. El caudillo era ya un mito de la Patria. Viendo pasar su féretro me sentí más yrigoyenista...
Arturo Frondizi.

En diciembre de 1933 sería detenido por tercera vez, sospechoso de estar implicado en un alzamiento contra el gobierno nacional.

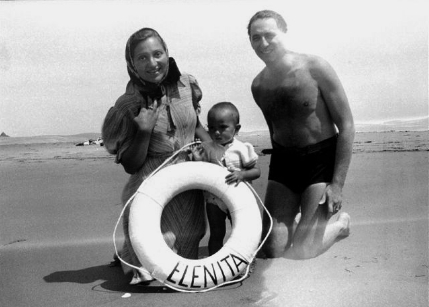
Frondizi con su esposa Elena y su hija Elenita, en 1938.

En 1935, Frondizi, con la ayuda de su padre Giulio, decidió construir una cabaña de vacaciones de aproximadamente 30 m² en lo que iba a ser el futuro balneario de Pinamar. Este lugar se caracterizaba por poseer un paisaje lleno de dunas en su litoral costero del océano Atlántico. El mismo Giulio eligió en su carpintería, en la ciudad de Buenos Aires, los tirantes más fuertes para la construcción de la casa, en la que colaboraron todos los integrantes de las familias Frondizi y Faggionato. La casita de vacaciones fue bautizada con el nombre de La Elenita, en honor a la hija de Frondizi, Elena.
Precisamente a principios de ese año se le había designado a Frondizi como delegado del Comité Metropolitano de la UCR, y ya en el mes de marzo, como secretario de la Liga Argentina por los Derechos del Hombre. Más tarde fue designado el 30 de septiembre como apoderado de la Junta Ejecutiva del Centro de expresos políticos y exiliados.
En el conflicto europeo que desembocaría en la Segunda Guerra Mundial, Frondizi adoptó desde 1936 una postura de alineamiento político antifascista en oposición a la tradicional posición neutralista que mantenía Argentina desde la Primera Guerra Mundial. Por entonces ya se destacaba por su acción partidaria al participar en organismos ideológicos concretos, como la Asociación Cultural de Doctrina Radical, la Asociación de Estudios Políticos, o el Semanario de Estudios Políticos y Económicos, entre otros.
El 1 de mayo del citado año brindó un discurso en nombre de la UCR en un multitudinario acto de la Confederación General del Trabajo (CGT), en donde compartió tribuna con el secretario general de la CGT, José Domenech; el expresidente radical Marcelo T. de Alvear; Mario Bravo y Nicolás Repetto del Partido Socialista; Paulino González Alberdi por el Partido Comunista; y Lisandro de la Torre del Partido Demócrata Progresista. En un incidente relativo al escándalo de la CHADE, Frondizi fue agredido a disparos, resultando herido en un hombro por una bala. En mayo de 1937 presidió la Asamblea del Movimiento Orientador de la UCR y el 11 de julio pronunció una conferencia sobre el problema del antisemitismo visto por un argentino, en la Sociedad Israelita Enrique Heine.

### Carrera política
Frondizi integró una generación de jóvenes radicales que cuestionaron la conducción conservadora de Marcelo T. de Alvear y la corriente oficial unionista, reivindicando el nacionalismo económico de Hipólito Yrigoyen y proponiendo que la Unión Cívica Radical adoptara una posición de centro izquierda. Apoyados e identificados con la política industrialista y nacionalista que Amadeo Sabattini había impulsado como gobernador de la provincia de Córdoba, Frondizi y otros jóvenes renovadores como Moisés Lebensohn, Ricardo Balbín, Arturo Illia, Crisólogo Larralde y Alejandro Gómez organizaron en mayo de 1942, en Chivilcoy, un congreso juvenil «donde se sentaron las bases de la “revolución” que intentaron imponerle al partido».
El 4 de abril de 1945 formó parte del grupo de dirigentes radicales opositores al unionismo, que se reunieron en la ciudad de Avellaneda, para debatir y consensuar las bases políticas para un programa de centro-izquierda y nacionalista que pudiera dar respuesta a las nuevas realidades sociales, económicas y políticas que el acentuado proceso de industrialización estaba produciendo en la Argentina. El resultado fue la Declaración de Avellaneda, un documento histórico que se constituyó en una de las bases ideológicas de la Unión Cívica Radical. Poco después, el 1 de noviembre de 1945, estos dirigentes radicales se reunieron en Rosario para constituir el Movimiento de Intransigencia y Renovación (MIR).
En 1945, durante el enfrentamiento entre peronismo y antiperonismo, Frondizi decidió adoptar una posición de respaldo a las conquistas laborales y las medidas de fortalecimiento sindical impulsadas por Perón cuando era Secretario de Trabajo, aunque criticó la política centro-derechista en materia educativa y autoritaria del gobierno militar. Durante los hechos de octubre de 1945, Frondizi fue expulsado de la Casa Radical de la Capital Federal acusado de «colaboracionista» del peronismo.

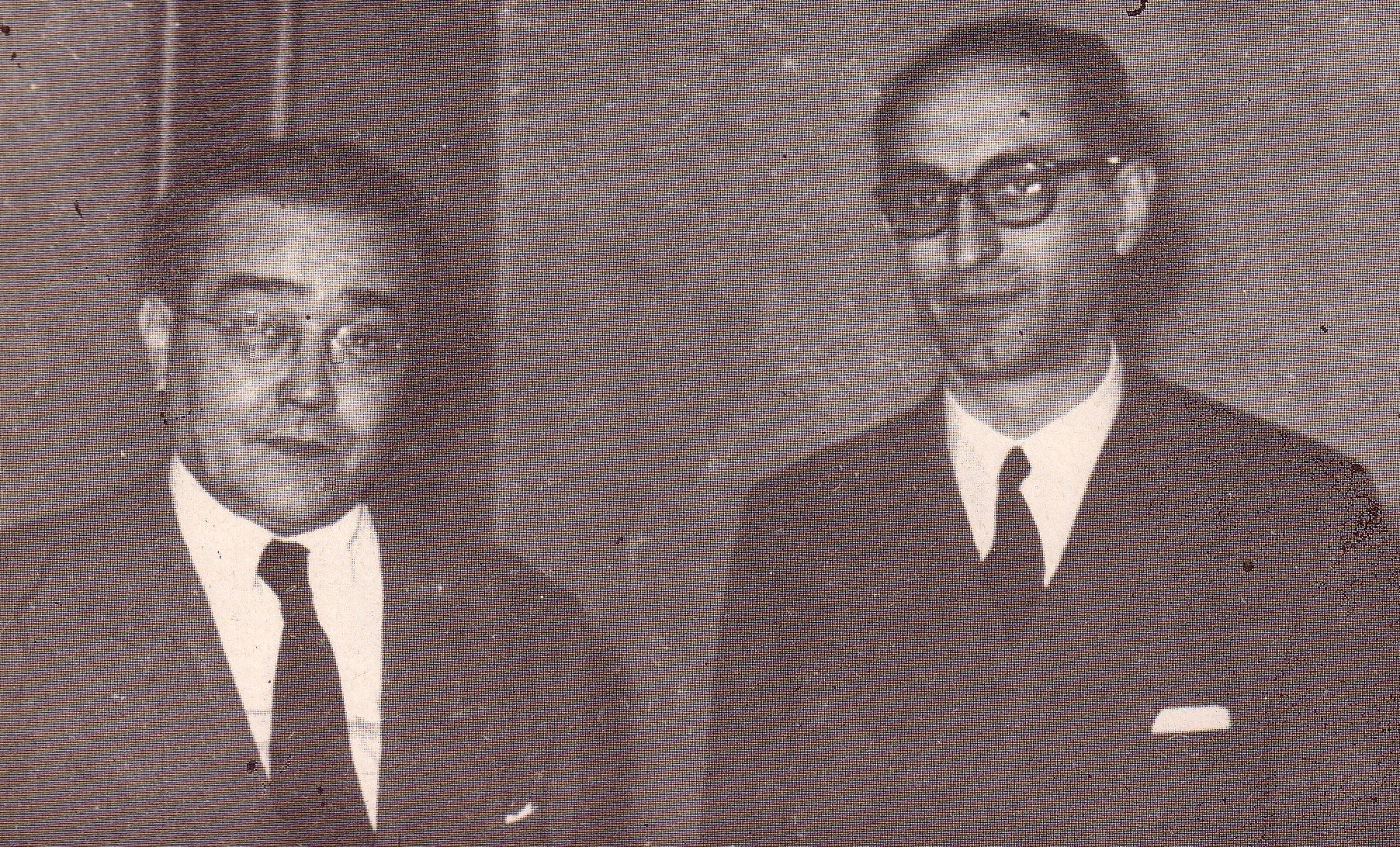
Ricardo Balbín y Arturo Frondizi en 1946

Frondizi, en coincidencia con la postura del MIR, se opuso a la Unión Democrática, un frente electoral liderado por la UCR para oponerse al peronismo, que agrupaba tanto a partidos de izquierda como de derecha. La derrota electoral de la Unión Democrática frente al peronismo, en las elecciones presidenciales de 1946, produjo un profundo debate en el radicalismo y la renuncia de la conducción unionista. Por su parte, Frondizi resultó elegido en esa ocasión diputado nacional como representante del pueblo de la ciudad de Buenos Aires. La corriente intransigente asumió entonces el liderazgo del partido, siendo elegidos dos de sus miembros, Ricardo Balbín y Arturo Frondizi, respectivamente, presidente y vicepresidente del bloque radical de diputados nacionales, en el llamado Bloque de los 44.
A comienzos de 1948, Frondizi fue reelecto diputado, imponiéndose el MIR en los comicios internos de la Capital Federal.
En diciembre Frondizi emprendió una gira por Latinoamérica, Estados Unidos, Europa y África.
En las elecciones presidenciales de 1951 fue nominado por la Unión Cívica Radical para integrar la fórmula presidencial como candidato a vicepresidente de la Nación, acompañando a Ricardo Balbín como candidato a presidente. La fórmula radical obtuvo el 31,81 % de los votos, siendo vencida por la fórmula peronista, integrada por Juan D. Perón y Hortensio Quijano, que obtuvo el 62,49 %. En 1954, Frondizi fue elegido presidente del Comité Nacional de la UCR.
El 1 de junio de 1950 habló sobre el poder del Congreso Nacional desde su banca de diputado.

Para que exista un régimen constitucional en la República, no es suficiente la existencia de un edificio que se llama Congreso Nacional, ni un recinto como este, ni un reglamento, ni estas bancas; es preciso que el Congreso Argentino funcione en la integridad de su capacidad y de sus atribuciones, es imprescindible que se sienten aquí representantes de los partidos políticos, pero por sobre todo que se sienten representante del pueblo, dispuestos a servir a los ideales de la Nación Argentina, en sus grandes aspiraciones.
Palabras de Arturo Frondizi desde su banca de diputado.

Sus múltiples compromisos políticos no le impidieron dedicarse a la actividad intelectual, así fue como a fines de 1954 publicó Petróleo y política, libro-denuncia sobre la actividad de las empresas petroleras en Argentina, y habló del monopolio de YPF sobre el sector petrolero. El libro se transformaría en un superventas al año siguiente, durante los acalorados debates sobre los contratos petroleros firmados por Perón y la Standard Oil de California; gracias a esto, Frondizi se posicionaría en un primer plano de la escena política nacional, dándole más refuerzo a su fama de intelectual y a su perfil izquierdista. Al libro le faltaban dos capítulos aún no elaborados, correspondientes al periodo de 1943 a 1953, relacionados con el futuro del petróleo y los problemas de la creación de la energía.
En aquella época se empezaron a producir hechos violentos antiperonistas, como el 15 de abril de 1953, cuando una bomba colocada por un comando civil antiperonista estalló en medio de una concentración obrera en la Plaza de Mayo, causando siete muertos y centenares de heridos. Como represalia, al finalizar la marcha, un grupo de manifestantes prendió fuego a la Casa Radical y también al Jockey Club. Pocos días más tarde fueron detenidos los principales líderes radicales entre los que se encontraba el propio Frondizi, que iba otra vez preso después de que se le hubiera detenido también en Fisherton en 1944. Antes aún, en 1951, sectores civiles y militares antiperonistas intentaron un golpe de Estado contra el gobierno constitucional, liderado por el general Benjamín Menéndez. Frondizi por la UCR, Américo Ghioldi por el Partido Socialista, Horacio Thedy por los demócratas progresistas y Reynaldo Pastor por los demócratas nacionales (conservadores) fueron informados de la acción militar que iba a realizarse y, según Menéndez, comprometieron su apoyo; el intento finalmente fracasó y algunos de sus líderes fueron detenidos.
El 16 de junio de 1955, altos dirigentes de la UCR y la Marina organizaron un golpe de Estado intentando asesinar al presidente de la Nación. Para ello, bombardearon la Plaza de Mayo con el resultado de más de trescientas personas asesinadas. En ese contexto, Frondizi fue brevemente detenido por sus conexiones con los grupos golpistas, así como con los radicales que integraban grupos terroristas denominados comandos civiles.
Frondizi dio uno de sus más famosos discursos políticos, de una duración de media hora, por Radio Belgrano el 27 de julio de 1955. Fue el primer discurso opositor tras varios años en que los medios de comunicación se encontraban bajo el poder del gobierno de Perón. El discurso fue la respuesta al intento de Perón de abrir un espacio de diálogo que pudiera «pacificar» el país. En ese discurso, Frondizi exigió condiciones para la pacificación, cuestionó muchos aspectos de la política del gobierno, en especial los contratos con las empresas petrolíferas californianas, a las que definió como una «ancha franja colonial cuya sola presencia sería como la marca física del vasallaje», y sentó las bases de su propia propuesta de gobierno.

El discurso de Frondizi fue un auténtico impacto en la opinión pública. Significó, en primer lugar, una prolija denuncia de las transgresiones en que, a su juicio, había incurrido el régimen peronista. Pero implícitamente exponía todo un programa de gobierno. Además, la entonación grave, la perfecta dicción, el estilo serio de la disertación contrastaban con el aire populachero y reiterativo de la propaganda oficialista. Fue, sin duda, la confrontación más definida entre un régimen en vísperas de su derrumbe y el que aspiraba a sucederlo, por boca de uno de sus más inteligentes voceros.
Félix Luna, 1983.

### La división de la UCR

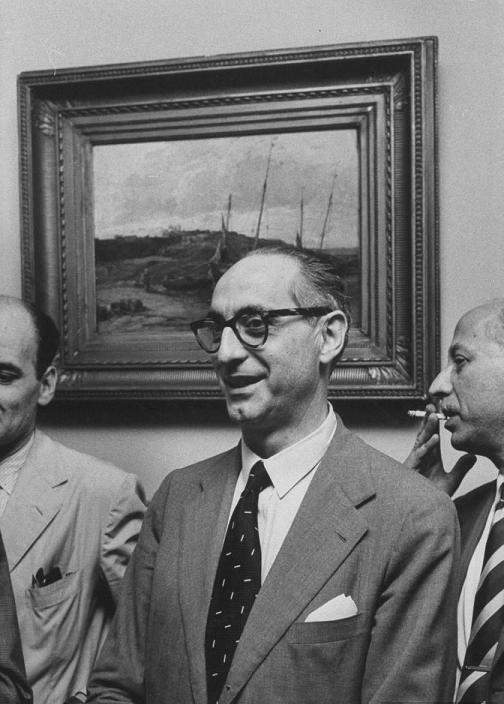
Arturo Frondizi en el comité de la UCR, circa 1956.

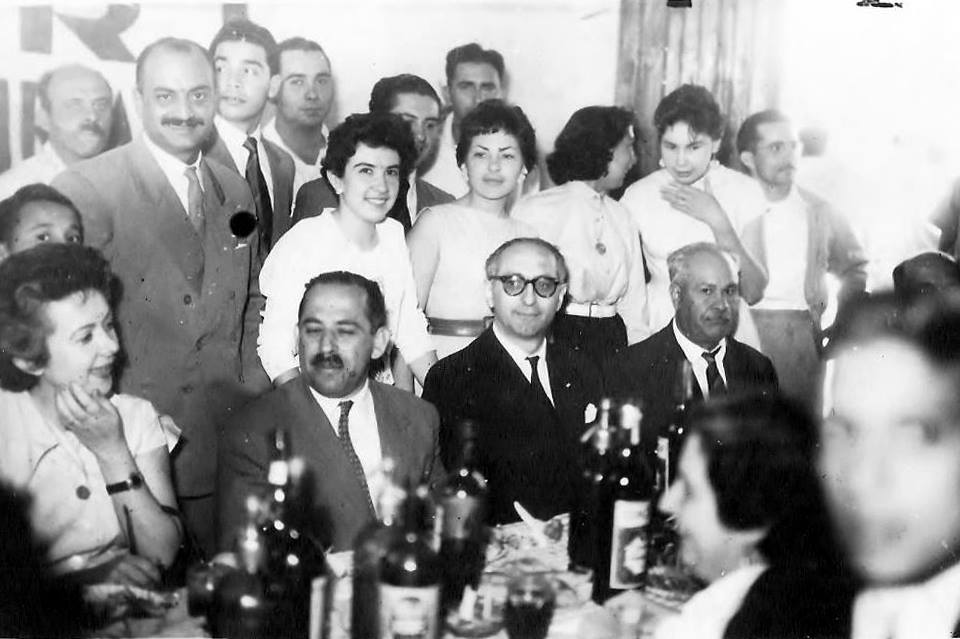
Frondizi y Luis Gutnisky en un acto de campaña en Pirané, Formosa, 1957.

En septiembre de 1955, recién instalado el gobierno militar de la Revolución Libertadora, se plantearon dos grandes tendencias dentro del antiperonismo como también en el radicalismo: existía un sector que buscaba restablecer de alguna forma el acercamiento y la conciliación con el peronismo y otro sector que buscaba «desperonizar» el país, mediante una estricta política represiva del peronismo y los sindicatos.
En consecuencia, el 10 de noviembre de 1955 se constituyó una Junta Consultiva del gobierno militar, presidida por el almirante Isaac Rojas, e integrada por representantes de todos los partidos políticos a excepción del peronismo y el comunismo. Los miembros en representación de la Unión Cívica Radical fueron los unionistas Juan Gauna y Miguel Ángel Zavala Ortiz y los intransigentes Oscar Alende y Oscar López Serrot. Dos días después, se produjo la renuncia de Rojas y todos los miembros de la Junta Consultiva, excepto los dos representantes de la Unión Federal, con el fin de presionar la dimisión del presidente del país Eduardo Lonardi. Esto se hizo efectivo el 15 de noviembre, cuando le sustituyó el general Pedro Eugenio Aramburu, fortaleciéndose así la línea antiperonista del gobierno.

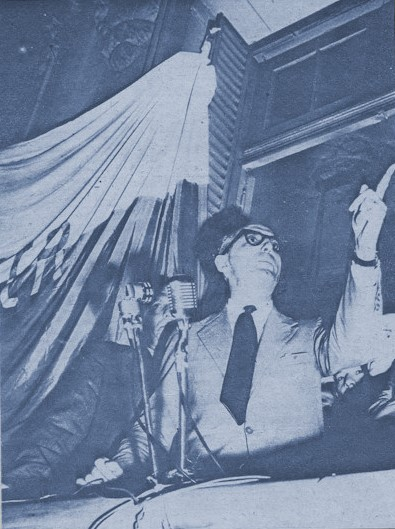
Arturo Frondizi dando un discurso desde el balcón del comité de la UCR, 1956.

El 9 de noviembre de 1956 se reunió en Tucumán la Convención Nacional de la UCR. La postura del partido liderado por Frondizi, el Movimiento de Intransigencia y Renovación, era de repudio al gobierno militar; propuso tomar la iniciativa y presionarlo mediante la designación de una fórmula presidencial. Los balbinistas (ya separados del MIR), unionistas y sabattinistas, más cercanos a la Revolución Libertadora, rechazaron la propuesta, ya que estaban a favor del gobierno militar. La Convención Nacional votó a favor de la propuesta intransigente y eligió a Arturo Frondizi como candidato a presidente de la Nación. Los unionistas, balbinistas y sabattinistas, abandonaron entonces la Convención y el 10 de febrero de 1957 formaron un nuevo partido, un partido aparte, la Unión Cívica Radical del Pueblo, conocida como el ala conservadora de la UCR.
Los intransigentes también se dividieron en un partido y tomaron el título de Unión Cívica Radical Intransigente. El partido definió rápidamente una posición inspirada en la Declaración de Avellaneda, pero adaptada a la situación de posguerra, atrayendo a una gran cantidad de sectores juveniles y progresistas extra partidarios, como los socialistas Dardo Cúneo y Guillermo Estévez Boero o el forjista Raúl Scalabrini Ortiz. Estos se caracterizaban por una posición de centro-izquierda nacional no antiperonista, así como por el pensamiento desarrollista sostenido por Rogelio Frigerio desde la revista Qué!. Además, Frondizi y Frigerio establecieron una estrecha relación con el diario Clarín, al punto que hasta 1982 el diario se identificó con el desarrollismo y el futuro MID. La relación se inició durante la presidencia de Frondizi, cuando Clarín se convirtió al desarrollismo, recibiendo importantes sumas de dinero desde el gobierno, y se consolidó desde 1969, cuando luego de la muerte de su fundador Roberto Noble, su viuda Ernestina Herrera de Noble estableció una alianza con Frigerio, quien se convirtió en su ideólogo y supervisor desde las sombras, a través de las gestiones gerenciales en el diario de los desarrollistas Oscar Camilión y Héctor Magnetto.

### Elecciones de 1958
La campaña para las elecciones presidenciales de 1958 contó con un alto activismo de los militantes, quienes además de hacer su habitual tarea de pegatinas, comenzaron a pintar masivamente los muros de edificios con los nombres de la fórmula presidencial. Tales actos no tardaron en despertar críticas por parte de los medios de prensa. Fue la campaña más costosa que se hizo hasta ese momento en la historia argentina. El partido mandó grabar un tango titulado «Frondizi, ¡primero vos!», con lírica y música de Daniel Quiroga que se editó en un disco de siete pulgadas a 33 RPM formato novedoso para su momento en el país.
La dictadura militar dispuso prohibir en las elecciones de 1958 al Partido Peronista. Asimismo dispuso que sólo podrían participar en la misma aquellas provincias que tuviesen constitución vigente al 1 de diciembre de 1957 (las constituciones provinciales habían sido abolidas por la dictadura por medio de la proclama militar de 1956); debido a ello no se les permitió participar en la elección a los ciudadanos de las provincias de La Pampa y Misiones.
La mayoría de los historiadores aceptan que hubo algún tipo de entendimiento secreto entre Perón y Frondizi para que el voto peronista proscripto se volcara a favor del candidato de la UCRI. Se presume que el pacto se realizó debido a una gestión personal reservada de Rogelio Frigerio, quien tomó contacto con John William Cooke o con el propio Perón durante su exilio en Venezuela, acordando las condiciones en varias reuniones mantenidas, primero en Caracas en enero de 1958 y luego en Ciudad Trujillo (República Dominicana) en marzo de 1958. El pacto habría consistido en que Perón ordenaría a sus seguidores a votar por Frondizi, y si este ganara las elecciones, tendría que cumplir catorce puntos que integraban el acuerdo, entre ellos normalizar los sindicatos y la CGT, derogar los decretos de prohibición del peronismo y disponer la devolución a Perón de los bienes personales que había dejado en el país y la dictadura había confiscado.
No obstante, Enrique Escobar Cello en su libro Arturo Frondizi: el mito del pacto con Perón desmiente dicho pacto, argumentando que no se conoce la existencia de copias ni constancias verídicas en donde aparezca la firma de Frondizi. Este siempre había negado el pacto.
 El historiador Félix Luna también ha puesto en duda el pacto por las mismas razones esgrimidas por Cello. A su vez Albino Gómez en su libro Arturo Frondizi, el último estadista, también cuestiona la existencia del pacto. Además, sugiere que el apoyo peronista hacia Frondizi pudo ser producto de la coincidencia de ideas entre Perón y Frondizi sobre las medidas que había que adoptar en el país, ya que el general era lector habitual de la revista Qué!, que era dirigida por Rogelio Frigerio. En 2015 apareció el libro Puerta de Hierro de Juan Bautista Yofre, en donde dice que Perón recibió medio millón de dólares por el pacto, pese a que sus seguidores negaron que haya aceptado dinero por el mismo.

### Victoria
La UCR del Pueblo propuso la fórmula Balbín-Del Castillo, obteniendo por ello 2 416 408 votos, contra la UCR Intransigente, que postuló a Frondizi-Gómez, triunfando estos con 4 049 230 votos. A juicio del historiador Félix Luna, los apoyos que aseguraron el éxito de Frondizi fueron heterogéneos: peronistas (aconsejados por Juan Domingo Perón, de quien se dice que había llegado a un acuerdo con el candidato); católicos y nacionalistas (simpatizantes con la postura antidivorcista y de libre enseñanza defendida por el radical); y sectores de izquierda (atraídos por sus ideas progresistas). Las elecciones presidenciales de 1958 contaron con la mayor concurrencia de votantes en toda la historia argentina y también con la mayor cantidad de votos en blanco en una elección presidencial, que alcanzaron el 90,86% y el 9,26%, respectivamente. La UCRI logró ganar en todas las provincias en donde se presentó la fórmula Frondizi-Gómez, con lo que se obtuvo todas las gobernaciones, el senado y dos tercios de la cámara de diputados, en unas elecciones calificadas de inusitadas hasta el día de hoy. El 1 de mayo, el general Pedro Eugenio Aramburu entregó el mando al presidente elegido por sufragio el 23 de febrero de 1958 a Arturo Frondizi.
Fue decisivo el empeño del general Aramburu para impedir que prosperasen los planes que los militares tenían preparados en caso de que saliese ganador Frondizi, ya que la mayoría de los oficiales lo asociaban como una amenaza a un posible retorno peronista, temiéndolo también por la relación que tenía este con Frigerio, quien contaba con colaboradores salidos de las filas del Partido Socialista (máximo enemigo ideológico de los militares por entonces). La resolución del general Aramburu fue la de entregar el mando a quien ganase las elecciones.
Preguntado en 1958 por la Revista Atlántida a qué cosas renunció para llegar a presidente, respondió:

Espiritualmente a ninguna, materialmente a todas.

En su discurso presidencial del 1 de mayo de 1958 resaltó:

La Nación Argentina inicia hoy un nuevo período constitucional que las circunstancias han convertido en comienzo de una nueva era. En lo profundo, este acto inicial está presidido por un ideal moral: la clara e inequívoca voluntad del reencuentro argentino y de reanudar el desarrollo nacional.

Continuaba: A partir de hoy gobernaré para todos los argentinos y reclamaré el concurso de cuantos comparten los anhelos del pueblo, cualquiera que sea su militancia política y sin otra condición que su honestidad y su capacidad. Abandono toda tarea partidista y declaro solemnemente que desde la Casa de Gobierno no se hará política de partido. Debemos terminar con el sectarismo y la intolerancia.
Discurso inaugural de Frondizi.

Una semana después de que Frondizi asumiera su cargo presidencial, el periódico Wall Street Journal publicó un artículo sobre Argentina, titulado: «¿Cuánto durará Frondizi?».
| Elecciones presidenciales de 1958               | Elecciones presidenciales de 1958  | Elecciones presidenciales de 1958 | Elecciones presidenciales de 1958 |
| Fórmula presidencial                            | Partido                            | Votos                             | %                                 |
| ----------------------------------------------- | ---------------------------------- | --------------------------------- | --------------------------------- |
| Arturo Frondizi - Alejandro Gómez               | Unión Cívica Radical Intransigente | 4 090 840                         | 44,79                             |
| Ricardo Balbín - Santiago H. del Castillo       | Unión Cívica Radical del Pueblo    | 2 640 454                         | 28,91                             |
| Votos en blanco                                 | Votos en blanco                    | 836 658                           | 9,16                              |
| Lucas Ayarragaray - Horacio Sueldo              | Partido Demócrata Cristiano        | 289 245                           | 3,17                              |
| Alfredo Palacios - Carlos Sánchez Viamonte      | Partido Socialista                 | 262 369                           | 2,87                              |
| Vicente Solano Lima - Alfredo Massi             | Partido Conservador Popular        | 172 721                           | 1,89                              |
| Luciano F. Molinas - Horacio R. Thedy           | Partido Demócrata Progresista      | 127 465                           | 1,40                              |
| Alejandro Leloir - Juan A. Bramuglia            | Unión Popular                      | 101 000                           | 1,11                              |
| Juan Bautista Peña - Ana Zaefferer de Goyeneche | Partido Cívico Independiente       | 38 228                            | 0,42                              |
|                                                 | Conservadores                      | 30 239                            | 0,33                              |
| Fuentes:                                        |                                    |                                   |                                   |

## Presidencia (1958-1962)
Su periodo de gobierno se caracterizó por adoptar el desarrollismo como política básica de gobierno, a partir de las recomendaciones de la CEPAL y las definiciones de la llamada teoría de la dependencia, desarrollada a partir de los años de 1950 por intelectuales de toda América Latina. Sin embargo, el desarrollismo frondizista se diferenció del cepaliano al recurrir principalmente a la radicación de empresas multinacionales, antes que al Estado, como factor de impulso del desarrollo industrial. Para 1956, Frondizi comenzó a abandonar la postura de su libro Petróleo y política, y pensó que los contratos petroleros con industrias del extranjero podían constituir una solución al déficit energético. Rodolfo Pandolfi se explaya sobre este tema cuando Frondizi anunció su discurso del 1 de mayo de la siguiente forma: 

La línea anunciada, por lo demás, no contradecía las últimas manifestaciones que había formulado Frondizi antes de ser presidente de la República, cuando ya estaba dispuesto a poner en marcha un nuevo esquema. Pero rompían en cambio la imagen que el frondizismo había creado durante la campaña electoral: chocaban con algunas ideas de Petróleo y política; desmentían diversas afirmaciones de los discursos de Frondizi y no tenían nada que ver con los puntos programáticos lanzados por la UCRI.

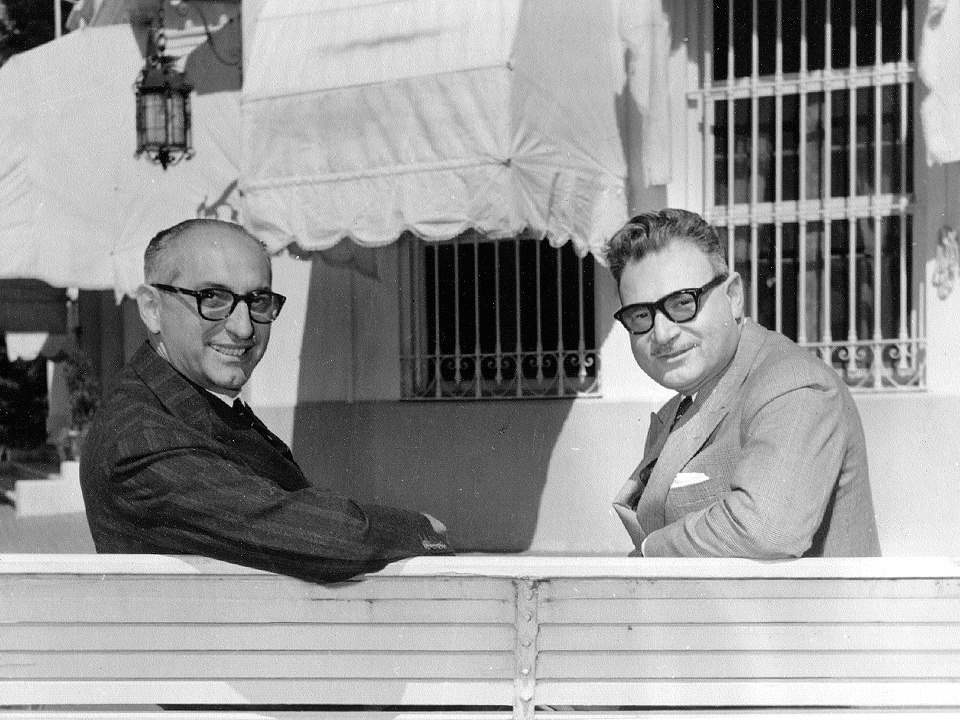
Frondizi con Rogelio Frigerio en la Quinta de Olivos (1958).

Sus principales colaboradores fueron Rogelio Frigerio, Gabriel del Mazo (uno de los padres de la Reforma Universitaria), Oscar Alende (gobernador de la provincia de Buenos Aires), Roque Vítolo, Rodolfo Martínez y Carlos Florit.
La apertura al mundo también se produjo en el campo cultural, cuando ciertas manifestaciones culturales que habían quedado enterradas bajo el peronismo florecieron durante el periodo frondizista. Las universidades adoptaron nuevas disciplinas como la sociología y la psicología. Hubo proyectos culturales como fue el caso de la Editorial Universitaria de Buenos Aires, que llegó a tener un público muy extenso. Por otro lado, temas como la psicología u otras materias sociales afloraron en el cine, como en las películas de Leopoldo Torre Nilson y Fernando Ayala, mientras que el teatro independiente popularizó a los grandes autores contemporáneos, y el Instituto Di Tella —creado el 22 de julio de 1958— comenzó a difundir las vanguardias artísticas que el Estado fomentó desde el Fondo Nacional de las Artes. El Conicet y el INTA promovieron la investigación científica rigurosa de acuerdo con los estándares nacionales. Los avances tecnológicos revolucionaron los medios de entretenimiento popular: uno de los más destacados fue el de la radio portátil Spika, que hizo posible que la gente pudiera seguir al instante las hazañas de los grandes deportistas del país como fue la del automovilista Juan Manuel Fangio. La revista Qué! desarrolló en la Argentina el formato de magazín estadounidense; y el semanario satírico Tía Vicenta revolucionó el humor gráfico en el país. Su creador, Juan Carlos Colombres («Landrú»), fue el primer libretista de Tato Bores, quien introdujo el humor político en la televisión argentina.

### Política económica
La orientación general de la política económica de Frondizi siguió los lineamientos del desarrollismo, según las recomendaciones que la Cepal había empezado a sugerir en esa década a los gobiernos latinoamericanos, pero a través del enfoque particular elaborado por Rogelio Frigerio.
Al asumir Frondizi, la economía argentina padecía una severa restricción externa, causada por el fuerte déficit de su balanza comercial, que le impedía contar con las divisas necesarias para importar los insumos que precisaba el tejido industrial. Una parte sustancial de ese déficit se debía a las importaciones de petróleo.

#### Política industrial

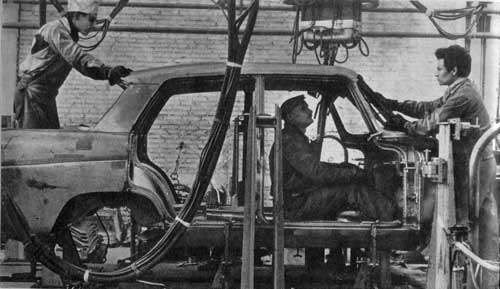
Línea de ensamblaje del Siam Di Tella 1500 (año 1959), se asentaron varias fábricas extranjeras y nacionales que comenzaron a construir automóviles en Argentina.

La política de radicación de capitales extranjeros (cuyas medidas principales fueron las leyes de inversiones extranjeras directas, promoción industrial y los contratos petroleros) tuvo éxito al coincidir con la etapa de gran expansión transnacional que tuvieron las empresas estadounidenses en aquella época.
Entre 1958 y 1963 se llegó a alcanzar el máximo histórico de las inversiones extranjeras en Argentina: alrededor del 23 % del total del período entre 1903 a 1975. Las ramas industriales privilegiadas en esta segunda etapa del proceso de sustitución de importaciones fueron la automotriz, la petrolera y petroquímica, la química, la metalúrgica y la de maquinarias eléctricas y no eléctricas. Las inversiones se orientaron hacia el aprovechamiento de las posibilidades que ofrecía un mercado interno protegido.
La inflación subiría a consecuencia de las inversiones realizadas en los años 1958 y 1959 (algunas de ellas emergentes en lo tocante al problema energético), a tal punto que a principio de 1959 llegó al 113 % anual. Para combatir la inflación, el gobierno lanzó un incremento salarial del 60 %, ya con el aviso de que gran parte de este incremento sería absorbido por el crecimiento de la inflación, además de la reducción del gasto público. Gracias a la explotación petrolera y al incremento de la producción, la inflación bajó en 1960, teniendo un índice del 27,1 %, y en 1961 del 13,7 %. Hasta fines de la década de 1960, según datos del Banco Mundial, Argentina tuvo un PIB per cápita similar al de Austria, Italia, Japón y España.
En 1958 se firmaron contratos con empresas petroleras estadounidenses para que estas operaran por cuenta de YPF. El propósito era lograr el autoabastecimiento de hidrocarburos y no tener que comprarlos en el exterior. En tres años de gestión se logró un aumento del 150 % en la producción de petróleo y gas natural en Argentina. Por primera vez en la historia, en el país se logró el autoabastecimiento de petróleo, y Argentina pasó de ser importador a ser exportador de petróleo.
El logro del autoabastecimiento produjo una ganancia de cientos de millones de dólares en costos anuales de importación de crudo, lo que ayudó a crear en los siguientes trece años un crecimiento económico casi ininterrumpido, sobre todo en lo tocante a la industria.
Con el fin de promover la industrialización acelerada del país, alentó el ingreso del capital industrial extranjero. Profundizó en la política petrolera de apertura al capital extranjero, impulsada por Perón desde 1952.

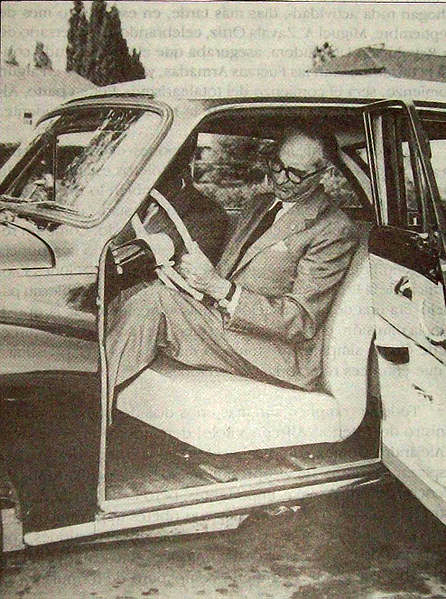
El presidente Arturo Frondizi prueba un automotor DKW Auto Unión 1000 en 1960, fabricado por Industrias Santa Fe.

Los nuevos contratos petroleros se sumaron en conjunto doscientos millones de dólares. Gracias a estos contratos, en cuatro años la producción de petróleo se triplicó. Por estas acciones, en septiembre los gremios de trabajadores petroleros declararon una huelga general, en repudio a los contratos petroleros. El presidente decretó el estado de sitio, poniendo presos a peronistas sindicalistas; de hecho, se rompió el pacto Frondizi-Perón.
En respuesta a su cambio de opinión respecto a los acuerdos petrolíferos, Frondizi dijo:

Cambié mi postura porque prefiero renunciar a una actitud intelectual irreal, que mantenerla en desmedro de los intereses del país.
Arturo Frondizi.

La expansión siderúrgica se logró a pesar de los obstáculos de la Dirección de Fabricaciones Militares, que se oponía a la intervención del capital privado. Durante esos años, la inversión extranjera se multiplicó por diez, como también se duplicó la inversión interna, lográndose así un gran reequipamiento industrial. Y tal como lo había anticipado Frondizi, las divisas que antes se gastaban en la importación de combustibles y otras materias primas, ahora se destinaron a la compra de equipos industriales, modernizando la industria y la infraestructura básica. Hubo una inversión de 140 000 000 de dólares en industria petroquímica entre 1959 y 1961. La industria se modernizó en 1960 y 1961 por un valor de mil millones de dólares en máquinas y equipamientos importados.
También hubo un pequeño progreso en el sector agro, a partir del desarrollo de la industria siderúrgica y petroquímica, que impulsó la tecnificación y la provisión de fertilizantes, plaguicidas y maquinarias, de forma que se hizo incrementar la producción y productividad agropecuaria.
El crecimiento de la industria automotriz se dio gracias a la sanción de las leyes 14 780 y 14 781 de Inversiones y Promoción Industrial. El Poder Ejecutivo Nacional sancionó también en 1959 el decreto n.º 3693 llamado Régimen de Promoción de la Industria Automotriz. Igualmente, se presentaron veintitrés proyectos de radicación automotriz. En él se fijaron las normas de funcionamiento de las fábricas existentes, y también de aquellas en vías de desarrollo, con la idea de reglamentar la creciente participación de elementos en la producción en materia de automotores. Se establecieron numerosas industrias multinacionales (de las cuales algunas continuarían funcionando en la década de 2010), pero también se fundaron algunas argentinas, como la Siam Di Tella Automotores, cuyo primer automotor producido fue el Siam Di Tella 1500. Se fabricaron mil unidades de este automotor en seis meses. Antes, Argentina debía importar automóviles para poder abastecer el mercado automotor interno, pero luego, con todos estos logros de producción automotriz, se pudo abastecer ella misma en el mercado de automóviles nacional. La producción de la empresa Siam había aumentado también en otros sectores: un ejemplo fue la producción de lavarropas, que pasó de dos mil unidades al año a 38 000 unidades en 1958.

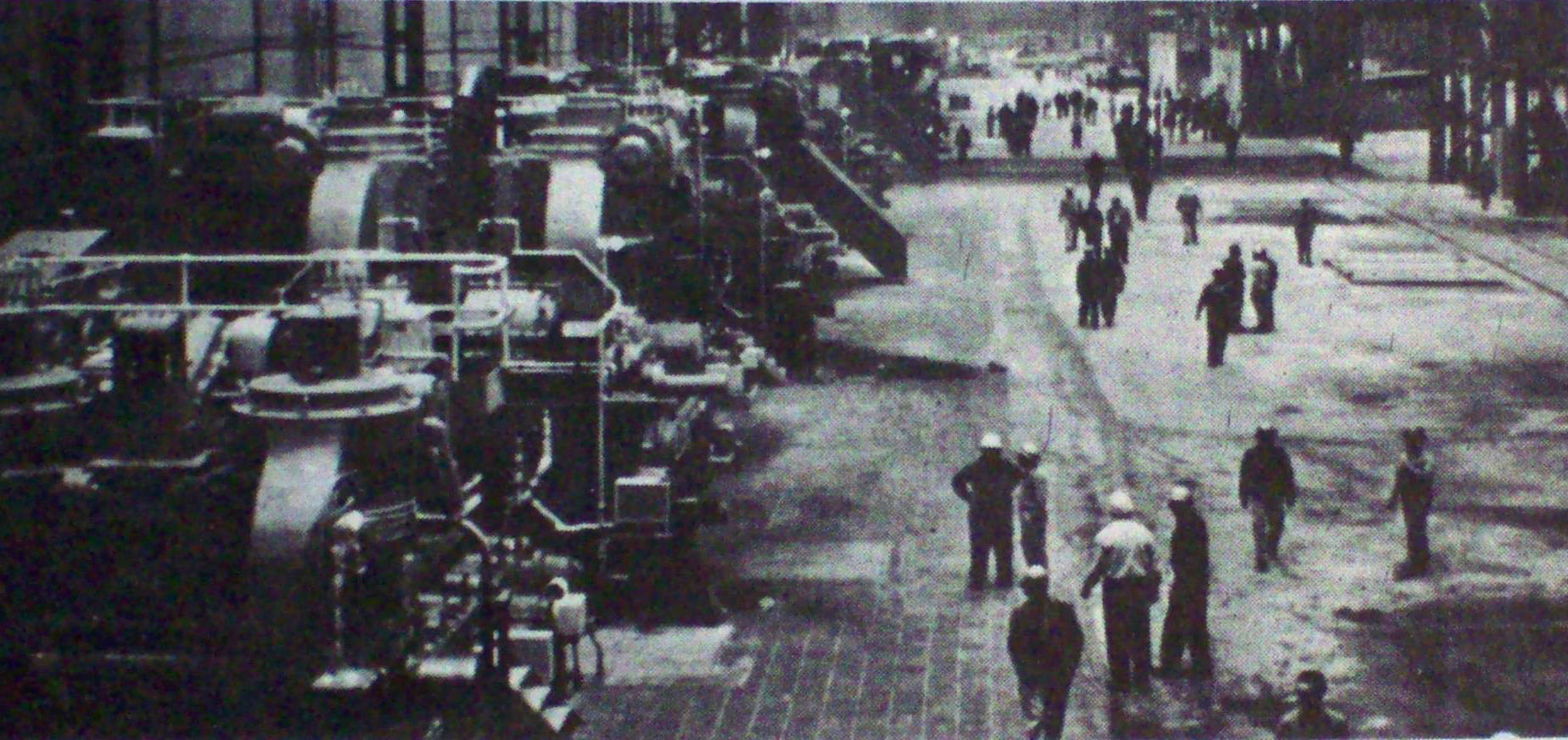
Laminador continuo de chapas en caliente, modelo único en Sudamérica en ese momento.

El 25 de julio de 1960 se inauguró el alto horno de San Nicolás de los Arroyos, sobre el río Paraná, para la producción de acero, albergando doce mil puestos de trabajo. Este alto horno se había empezado a construir en la época de gobierno de Perón, pero con su derrocamiento, los militares no la habían terminado (se demoró diez años su finalización).
Con este alto horno se produjo un total de 248 500 toneladas de acero en 1958, y cuatro años después, en 1962, se triplicó la producción, pasando a 643 400 toneladas de acero. También creció un 1270 % la producción de arrabio: pasó de 29 000 a 397 000 toneladas anuales, dando así un gran crecimiento a la industria siderúrgica argentina. Se construyó también un laminador continuo de chapas en caliente, modelo único en Sudamérica en ese momento. Gracias a estas obras se dio un gran impulso a la petroquímica, a la industria automotriz y la siderurgia en Argentina.
Se radicaron varias empresas automotrices en el país: en el primer año de gobierno se asentaron la Dinborg, Citroën y Alcre; en el año 1959 De Carlo, A. y L. Decaroli, Deutz Argentina, Dinarg, Isard Argentina, Peugeot, Renault y Siam Di Tella Automotores S. A.; y en el año 1960 Auto Union, Autoar, Bambi y Goliath Hansa S. A. Además de las nuevas empresas que llegaron, hubo algunas fábricas que ampliaron sus plantas industriales, como la Fiat en el año 1959 y General Motors en el mismo año.
Con este crecimiento en la siderurgia, la industria automotriz produjo en 1961 137 000 automóviles y camiones, dándole trabajo a un total de 150 000 obreros, y ahorrando unos 250 000 000 de dólares que antes se utilizaban en importaciones de automotores. Se aumentó la producción: en 1958 se fabricaron diez mil tractores, y tres años después, las unidades llegaron a veinticinco mil.
La red vial creció en diez mil kilómetros. Hubo un aumento en la producción industrial de un 10 %. Se inauguró la planta de SOMISA (Sociedad Mixta Siderurgia Argentina).
Se inició un plan de construcción de aeropuertos, instalándose diez terminales con alta tecnología.
| Producción de automotores expresado en unidades                                                                           | Producción de automotores expresado en unidades | Producción de automotores expresado en unidades | Producción de automotores expresado en unidades |
| Años | Particulares                                    | Comerciales                                     | Total                                           |
| --- | ----------------------------------------------- | ----------------------------------------------- | ----------------------------------------------- |
| 1957 | 13 273                                          | 15 617                                          | 28 890                                          |
| 1959 | 24 792                                          | 7 665                                           | 32 457                                          |
| 1960 | 49 519                                          | 38 743                                          | 88 262                                          |
| 1961 | 84 501                                          | 49 917                                          | 134 418                                         |
| 1962 | 93 873                                          | 34 695                                          | 128 568                                         |
| 1963 | 79 478                                          | 26 342                                          | 105 820                                         |
| 1964 | 119 005                                         | 47 382                                          | 166 387                                         |
| 1965 | 141 114                                         | 55 640                                          | 196 754                                         |
| Fuente: Rapoport, Mario. (2000) Historia económica, política y social de la Argentina (1880-2000). Buenos Aires. Pág 586. |                                                 |                                                 |                                                 |

#### Política petrolera

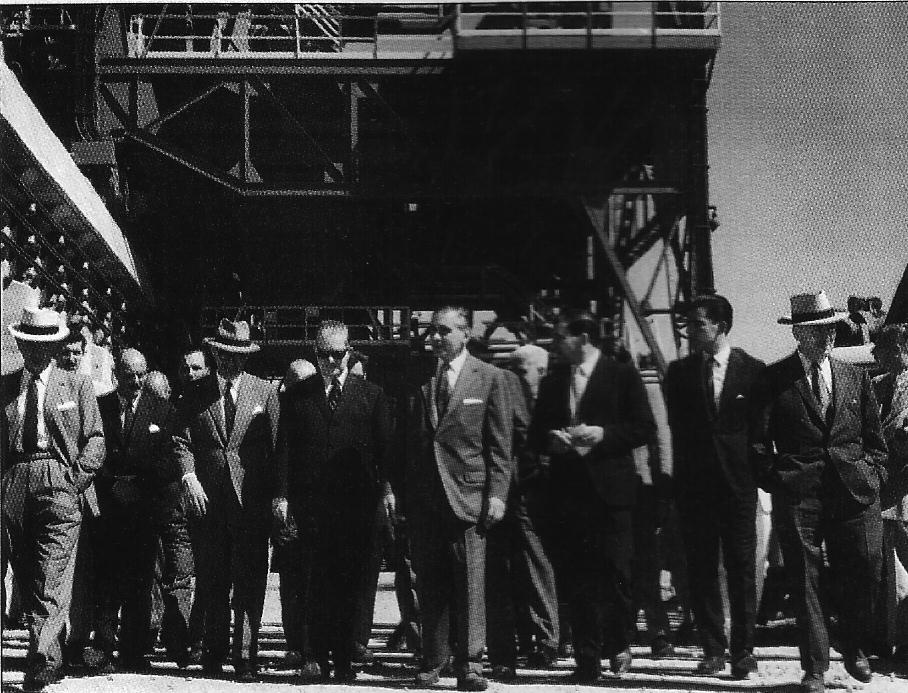
Frondizi en la planta siderúrgica de San Nicolás, 1961.

Al llegar el gobierno de Frondizi, había una grave situación petrolera en Argentina: existía un consumo de quince millones de toneladas de petróleo, pero en el país solo se producían cinco millones, por lo tanto debía importar diez millones de toneladas para llegar a abastecer de petróleo el país,. solo en petróleo se destinaba un millón de dólares por día. Todo esto en sumatoria representaba el valor de una tercera parte del producto de las exportaciones. Una de las primeras metas del gobierno de Frondizi fue la de producir todo aquello que se importaba. La explotación de petróleo y su autoabastecimiento fue uno de los primeros logros: las reservas de petróleo aumentaron casi en un 50 %, pasó de 390 000 000 a 590 000 000 de toneladas de reservas en todo el país y también se quintuplicó la producción de gas.
El gobierno sentó tres pilares básicos para la política petrolera:
1. Nacionalización del petróleo.
2. Monopolio de YPF.
3. Autoabastecimiento petrolero.

El artículo 1.º de la ley 14 773 de nacionalización del petróleo establecía: Los yacimientos de hidrocarburos sólidos, líquidos y gaseosos... son bienes exclusivos, imprescriptibles e inalienables del Estado Nacional... Artículo 2.º: Las actividades del Estado Nacional... estarán a cargo de YPF, Gas del Estado y de YCF... Artículo 8.º: Se declara de urgente necesidad nacional... el autoabastecimiento de hidrocarburos y sus derivados... El artículo 4.º de esta misma Ley decía además: «Queda prohibido en todo el territorio nacional el otorgamiento de nuevas concesiones»... Los contratos petroleros del gobierno no eran concesiones a las compañías petroleras extranjeras, como se le había criticado a Frondizi en su tiempo; por el contrario, los contratos eran de localización de obras, pero en donde las compañías no tenían derecho sobre el petróleo extraído en estas obras: el petróleo crudo era entregado directamente a YPF.
Para la extracción del petróleo se habían comprado treinta y seis equipos de perforadoras petrolíferas, la compra más grande hecha en la historia de Argentina. En 1960 se llegó a tener más de cien de estos equipos trabajando para la Administración, el doble de los que tenía normalmente YPF, dándose así solución a la crisis energética que había hacia 1958, y acabando con la «dieta eléctrica» y los apagones que sufría constantemente el país.
En ese mismo año se construyó también el gasoducto Campo Durán; se creó prácticamente una industria petroquímica que ubicó al país como segunda potencia regional en el rubro; y se multiplicó por cinco la producción de caucho, necesario para la fabricación de los neumáticos de los automotores.
Con estas producciones de materias primas se redujeron fuertemente las importaciones de esos productos.
Con estos avances en maquinarias, YPF logró duplicar su producción hasta superar la cifra de 10 400 000 toneladas de petróleo. Pero para lograr llegar hasta las 15 600 000 toneladas, el gobierno tuvo que hacer contratos de localización de obras y servicios en especial con tres empresas:
Banca Loeb (en la provincia de Mendoza),
Panamericam (en la ciudad de Comodoro Rivadavia), y
Tennessee (en la provincia de Tierra del Fuego).
Así, Argentina logró llegar al autoabastecimiento de petróleo en cuatro años, rompiendo con cincuenta años de abastecimiento de petróleo importado por los grandes monopolios extranjeros.
En 1941 se había descubierto en Río Turbio, en la provincia de Santa Cruz, el mayor yacimiento de carbón de Argentina. Su explotación estuvo desde el principio al cargo de la empresa estatal YPF. Ya antes se estaban explotando otros yacimientos carboníferos en Argentina, pero este fue el mayor descubierto hasta entonces, llegando a representar con el tiempo el 99 % de todas las reservas de carbón que se habían encontrado en el país. El 7 de agosto de 1958, bajo el gobierno de Frondizi, fue creada la empresa estatal Yacimientos Carboníferos Fiscales (YCF), que se hizo cargo de la explotación de los yacimientos de carbón hasta su privatización en 1994.

#### La «batalla del petróleo»

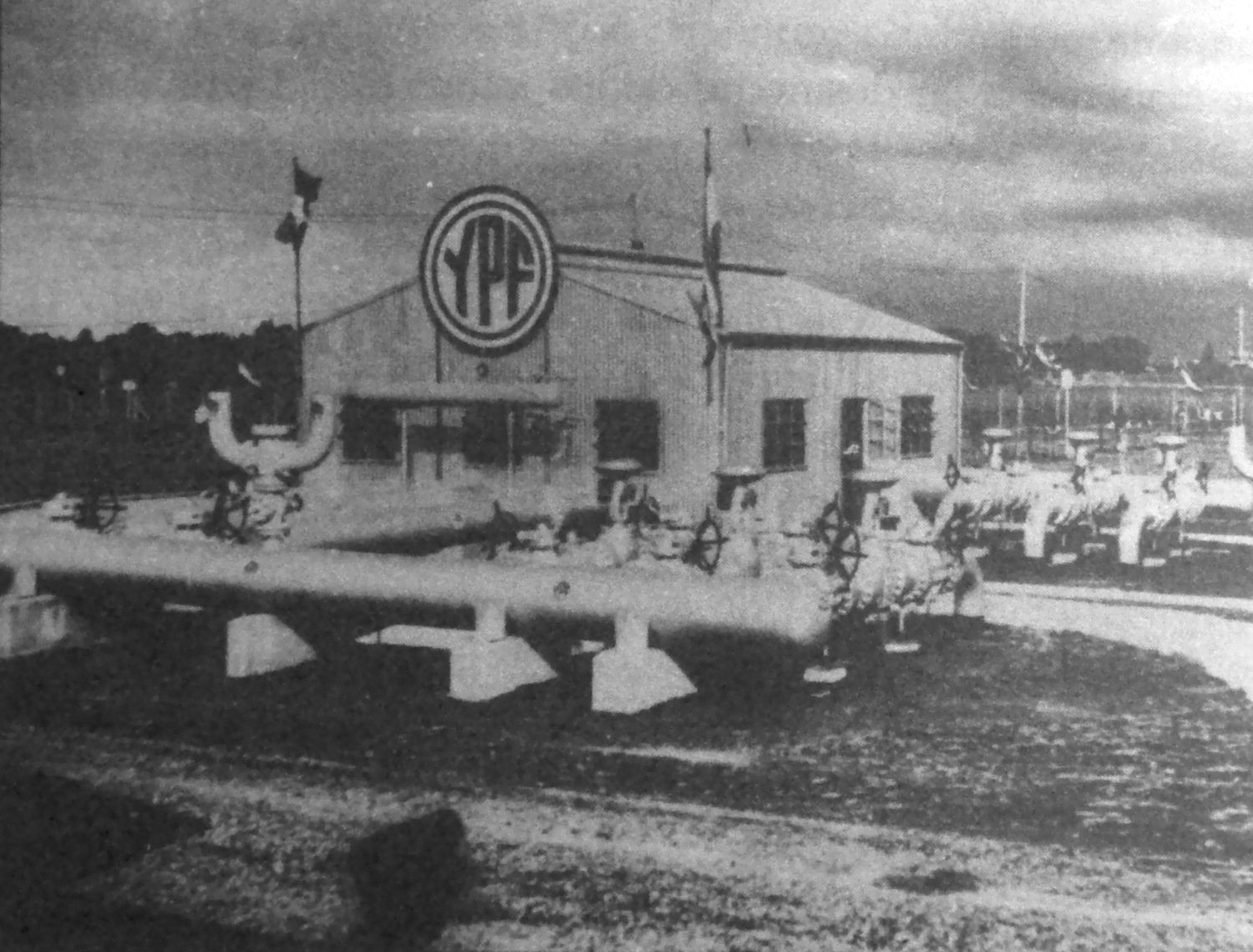
Terminal del gasoducto de Campo Durán, que sirvió para llevar gas a los hogares argentinos.

En el invierno de 1958, ya en el gobierno del país, dispuesto a promover la inversión extranjera pero sin contar con YPF, y con medios para aumentar la producción en Argentina pero sin divisas para importar petróleo, resolvió negociar con una subsidiaria de Standard Oil un contrato de explotación petrolífera. Fue muy criticado por ello, ya que iba en contra de lo que había postulado en su famoso libro Petróleo y política, escrito antes de su asunción presidencial en 1954. Esto generó algunas manifestaciones y tensiones en algunos sectores peronistas. Félix Luna dijo sobre el tema: «Más que un reproche político, se trataba de un reproche moral».
Como consecuencia, el 24 de julio del año 1958 el presidente brindó un discurso ante el país, explicando los problemas y las consecuencias que tenía el seguir importando petróleo. El gobierno así anunció «la batalla del petróleo», cuyo objetivo era el de lograr el autoabastecimiento petrolero como sea. En su discurso dio la razón de su giro ideológico, consistiendo sencillamente en que en Argentina no había «ni un gramo de oro para YPF», y que habría que atraer los capitales extranjeros para explotar el hidrocarburo, aunque las petroleras se llevasen parte de las ganancias del sector.
A continuación, una cita del discurso del 24 de julio de 1958, en la cual explica el porqué de su giro ideológico.

Cuando asumimos el gobierno, las reservas de oro ascendían a ciento veinticinco millones y medio de dólares, y el conjunto de oro y divisas a poco más de doscientos cincuenta millones de dólares. Del 1 de mayo al 31 de diciembre [de 1958] habrá que cumplir con compromisos por valor de seiscientos cuarenta y cinco millones de dólares en el exterior. No disponemos, por lo tanto, ni de un gramo de oro en el Banco Central para YPF.
Cita del discurso del presidente Arturo Frondizi declarando la "batalla del petróleo".

Aunque las políticas petroleras trajeron resultados positivos en poco tiempo, sus políticas fueron duramente criticadas, ya que en los primeros meses salió más caro extraer el petróleo argentino que comprar petróleo extranjero (alrededor de 350 000 000 de dólares), a causa de la compra de la maquinaria necesaria para ello; pero más tarde, cuando se empezaron a perforar los pozos, se pudo ver la diferencia de poder explotar petróleo en el país a tener que comprarlo. Pero había otro problema, que fue más polémico: Frondizi había escrito, antes de su asunción presidencial, el libro Petróleo y política con una gran postura antiimperalista, en el cual, entre otras cosas, decía que YPF era capaz de lograr el autoabastecimiento de petróleo para el país, sin tener que pedir ayuda en el exterior. Su acción de contratar empresas estadounidenses para la exploración y extracción de petróleo era todo lo contrario a lo que había expresado en este libro. Se trataba de crear fuentes de trabajo en el país, y de extraer el petróleo de una manera racional.
Esta política petrolera estaba basada en lo que Frondizi y Frigerio llamaron «nacionalismo de fines», contrapuesto al «nacionalismo de medios». El primer «nacionalismo» instaba en alcanzar los objetivos por cualquier medio, mientras que el segundo se centraba en los medios a cómo conseguirlos.

#### Ferrocarriles y Plan Larkin

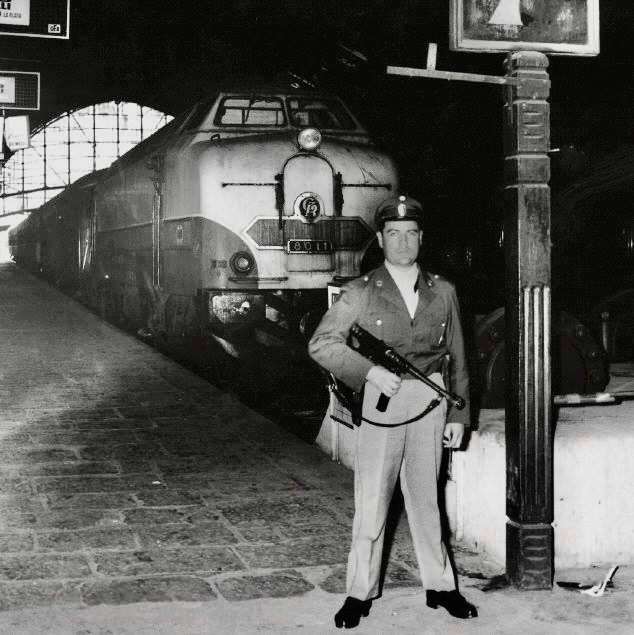
Una locomotora Alsthom con custodia en La Plata, durante una huelga ferroviaria en 1958.

Se pueden distinguir, en lo que a la política ferroviaria se refiere, tres etapas, protagonizadas cada una de ellas por distintas figuras en el ámbito del transporte argentino.
La primera se corresponde con el desempeño como secretario de Transporte del doctor Alberto López Abuín, especialista en el tema del transporte, y defensor del ferrocarril. Propuso, en febrero de 1958, una política de modernización ferroviaria para Argentina, por lo cual había que incorporar nuevo material rodante para las vías férreas nacionales. De esa forma, se buscaba mejorar el transporte de cargas a través del ferrocarril, haciéndole ganar terreno frente al avance del tráfico automotor en Argentina. Pero este plan tuvo dos principales obstáculos: una inversión muy alta, y un plazo para aplicarlo que era demasiado largo para la vacilante política del presidente. Abuín renunció a su cargo en mayo de 1959.
Se inició entonces la segunda etapa, en la cual serían protagonistas el ministro de Obras Públicas, Alberto Constantini, y el ministro de Hacienda, Álvaro Alsogaray. Ambos buscaron principalmente eliminar el déficit, aumentando las tarifas y, en menor medida, modernizar el sistema ferroviario. Alsogaray viajó a los Estados Unidos para acordar la llegada del General Thomas Larkin a Argentina, donde tenía que hacer un estudio de los transportes a cargo del Banco Mundial. Así se diseñó el denominado «Plan Larkin», que consistía en abandonar el 32 % de las vías férreas existentes, despedir a setenta mil empleados ferroviarios, y reducir a chatarra todas las locomotoras a vapor, al igual que setenta mil vagones y tres mil coches, con la idea de que se comprase todo esto en el mercado exterior y se modernizase de una vez los Ferrocarriles Argentinos, ya sea renovando los rieles o renovando el material rodante, que estaba en malas condiciones.
Los cuadros gremiales se pusieron en pie de guerra al enterarse del plan de reducir la empresa ferroviaria y la política de suprimir ramales. Pero la crisis política del momento hizo que Alsogaray y Constantini tuvieran que renunciar a sus cargos en abril de 1961, con lo cual poco de esa política se pudo practicar.
Se inició entonces la última etapa, con Arturo Acevedo como ministro de Obras Públicas. En junio de 1961 se incorporaron nuevos trenes diésel al servicio suburbano del Ferrocarril General Roca, con lo cual muchos maquinistas y foguistas de locomotoras perdieron sus empleos, lo que provocó paros de protesta. Acevedo era partidario de eliminar todas las líneas que dieran déficit. Clausuró, así, varios ramales, lo que provocó que se iniciasen varios paros, entre ellos uno de cuarenta y dos días que se inició el 1 de agosto de 1961, oponiéndose tanto a los despidos como al desguace de material rodante. Sin embargo, al término de la huelga, ningún ramal de los cerrados fue rehabilitado.

### Política laboral
Desde 1957 se realizaron elecciones en los gremios, ganando el peronismo en la mayoría de ellos. Los sindicatos se habían agrupado en tres grupos: las 62 Organizaciones (peronistas), los 32 Gremios Democráticos (socialistas y radicales) y el MUCS (comunistas).
En 1958 mediante la ley 14 499 se dispuso que cada jubilado cobrara automáticamente un equivalente del 82 % de lo que cobraba cuando trabajaba.
En octubre de 1960, sindicatos peronistas e independientes formaron la Comisión de los 20, para exigir la devolución de la Confederación General del Trabajo (CGT), que permanecía intervenida por el gobierno desde el golpe militar de 1955. Para presionar al gobierno, la Comisión de los 20 declaró el 7 de noviembre una huelga general, que obligó al presidente Frondizi a recibirlos y finalmente, acordar el 3 de marzo de 1961 la devolución de la CGT a la Comisión de los 20.
Durante el gobierno de Frondizi, se sancionó la nueva Ley Sindical n.º 14 455, estableciendo un modelo sindical de libertad absoluta de creación de sindicatos por simple inscripción y atribución de la personería gremial, al más representativo de todos, con el fin de unificar la representación obrera ante los empleadores, el gobierno y las organizaciones internacionales. La ley estableció también el reconocimiento de la figura del delegado, como representante sindical en el lugar del trabajo elegido por todos los trabajadores, disponiendo la prohibición de su despido sin autorización judicial.
En 1961 el sindicato ferroviario La Fraternidad denunció al gobierno argentino ante la Organización Internacional del Trabajo (OIT), por violación de la libertad sindical. El Comité de Libertad Sindical de la OIT hizo lugar a la queja sindical, recomendando al organismo llamar la atención del gobierno de Frondizi sobre su obligación de respetar los acuerdos pactados con los sindicatos.

### Política educativa

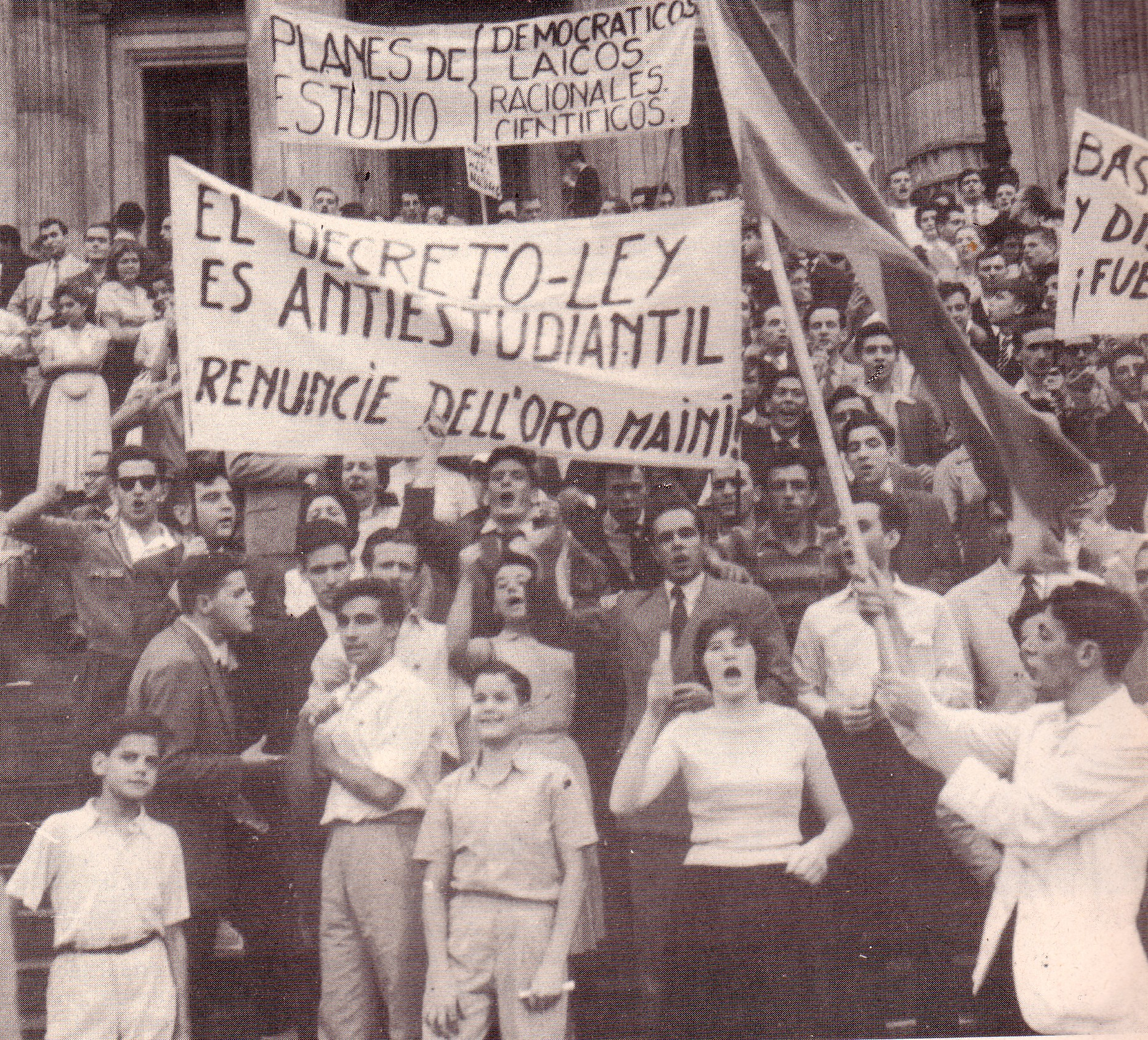
Protesta obrero-estudiantil Laica o libre en Buenos Aires, 1959. En una de las pancartas se podía leer: «El decreto-ley es antiestudiantil, renuncie Dell'Oro Maini!», dirigido al entonces ministro de Educación del Gobierno argentino, Atilio Dell'Oro Maini.

Además de la industrialización, también hubo lugar para la educación: se multiplicaron las escuelas de educación técnica, abriendo una década (1963-1974) en la que Argentina registraría las tasas de crecimiento más altas del mundo, y se reduciría importantemente la pobreza. Como muestra de la importancia de la ciencia y tecnología, durante su gestión se dio aliento al INTI, al INTA, al Consejo Nacional de Educación Técnica (CONET) con representación estatal, patronal y sindical, y al Conicet, presidido por el Premio Nobel Bernardo Houssay.
Frondizi, sin embargo, siguió avanzando con otras reformas educativas que concordaban con su política desarrollista. Su administración incorporó la redenominación de la Universidad Obrera Nacional (escuela técnica inaugurada por Perón en 1948) como Universidad Tecnológica Nacional, hecha a través de la sanción de la Ley 14.855 del 14 de octubre de 1959 que le dio su nueva autonomía. En las siguientes décadas la UTN se convirtió en la casa de estudios líder para la formación de los nuevos ingenieros tecnológicos del país.
La política educativa de Frondizi se caracterizó por la sanción de dos grandes leyes: la que aprobó el Estatuto del Docente y la que habilitó a las universidades privadas a emitir títulos profesionales. Esta última motivó una gran protesta estudiantil conocida como «Laica o libre».

#### Laica o libre

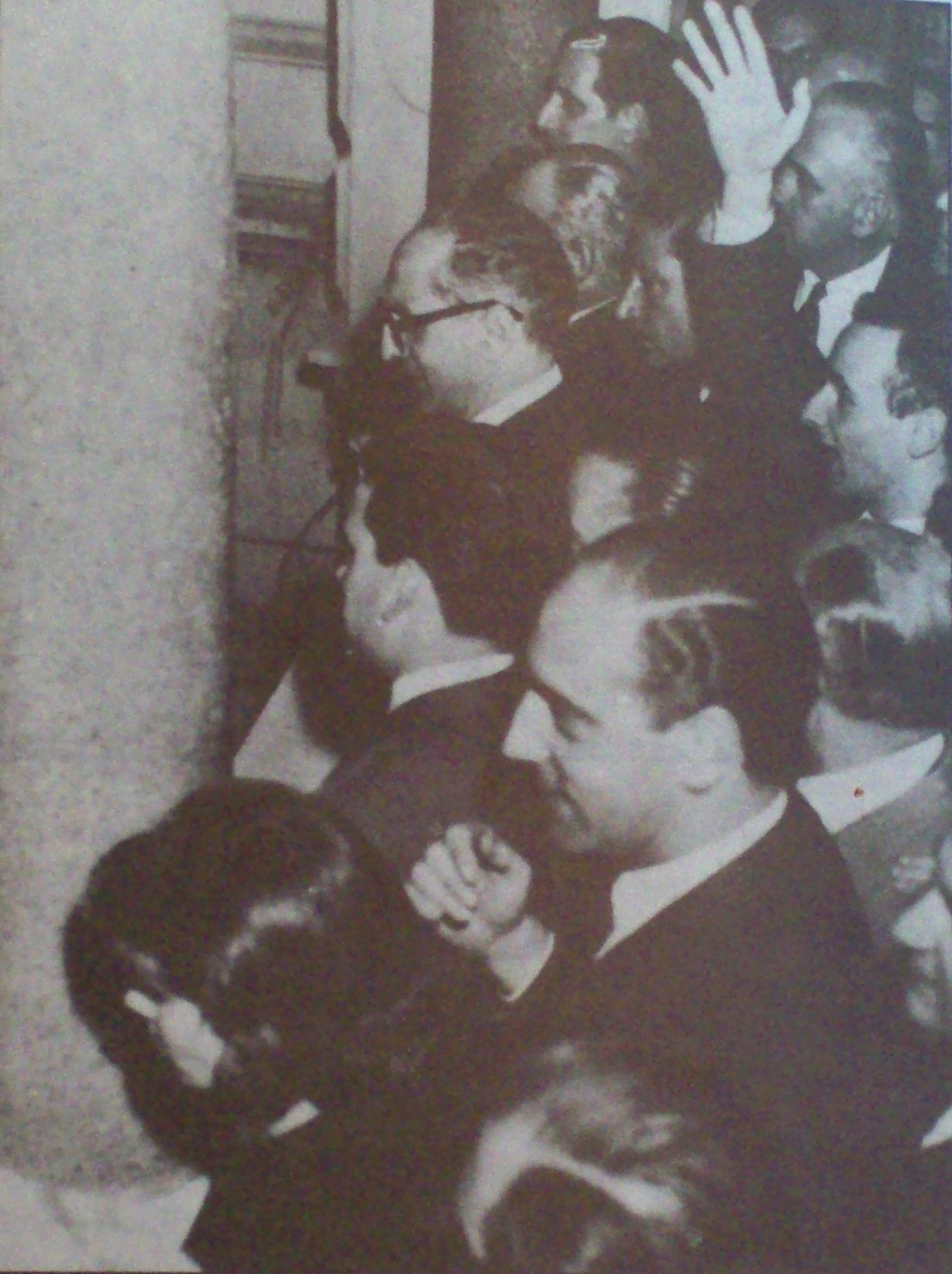
Frondizi (tercero desde el fondo, en primera línea) observa desde el balcón de la Casa Rosada una manifestación a favor de la enseñanza laica (agosto de 1958).

Justo cuando los debates de la batalla del petróleo alcanzaban su pico máximo de tensión, se presentó un nuevo problema originario de la Revolución Libertadora: la reglamentación del decreto 6403/55, el cual había sido promovido por el ministro de Educación Atilio Dell'Oro Maini (conservador de afiliación católica). Este decreto autorizaba el funcionamiento de universidades privadas. Sin embargo, a fines de agosto de 1958, el gobierno quiso concretar la vigencia del artículo 28, para así permitir a las universidades privadas (aunque algunas inexistentes, pero en proyecto), de expedir títulos habilitantes. Muchas de estas nuevas universidades eran católicas.
El movimiento estudiantil organizado en la Federación Universitaria Argentina (FUA) se opuso de inmediato a la habilitación de las universidades privadas y organizó un plan de movilizaciones con apoyo de los sindicatos, los estudiantes secundarios y los partidos políticos de oposición, bajo el lema de «Laica o libre», una de las movilizaciones más grandes de la historia del movimiento estudiantil argentino. Entre los líderes estudiantiles se destacó Guillermo Estévez Boero, presidente del Comité de Movilización, que en 1989 sería elegido diputado nacional por el Partido Socialista.
Los estudiantes defendían la bandera de la «enseñanza laica» (opuesta al proyecto de ley frondicista), mientras que el gobierno y la Iglesia católica defendían la bandera de la «enseñanza libre».
El 28 de agosto de 1958, los siete rectores de las siete universidades nacionales (entre ellos José Peco, Josué Gollán, Oberdán Caletti y el hermano del presidente de la Nación, Risieri Frondizi) pidieron al Poder Ejecutivo Nacional la no concertación del decreto para universidades privadas, argumentando que era «para que no se viera alterada la vida institucional y académica del país». Casi simultáneamente comenzaron las manifestaciones y actos de protesta, que primero se hicieron dentro de las facultades, y después se trasladaron a las calles. Para los laicos, Frondizi era un instrumento de la Iglesia: llegaron a quemar una efigie del presidente cuya figura estaba representada vestida (según el historiador Félix Luna) con una grotesca sotana clerical.

### Política internacional

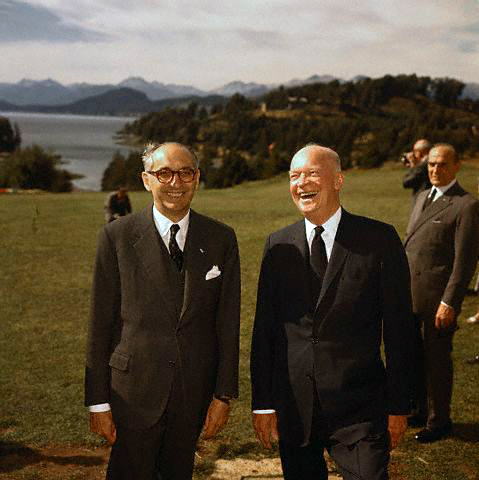
El presidente estadounidense Dwight Eisenhower (derecha, junto a Arturo Frondizi), de visita en la ciudad de Bariloche (marzo de 1959).

Arturo Frondizi mantuvo una política de buenas relaciones con el exterior. Recibió el título doctor honoris causa en las universidades de Waseda (Japón), Miami, Ottawa, y Madrid, entre otras.

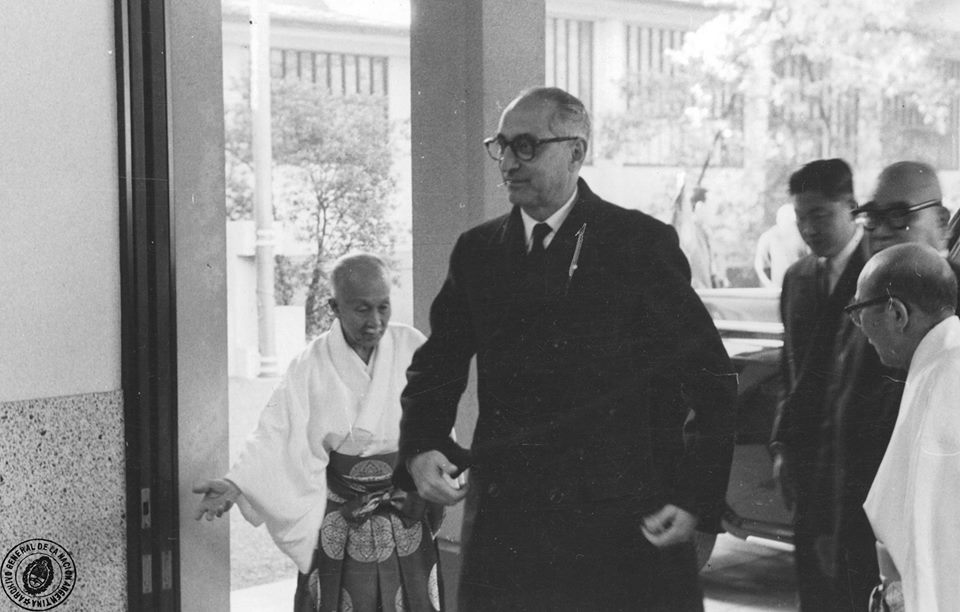
El presidente Frondizi en su visita a Kioto, Japón.

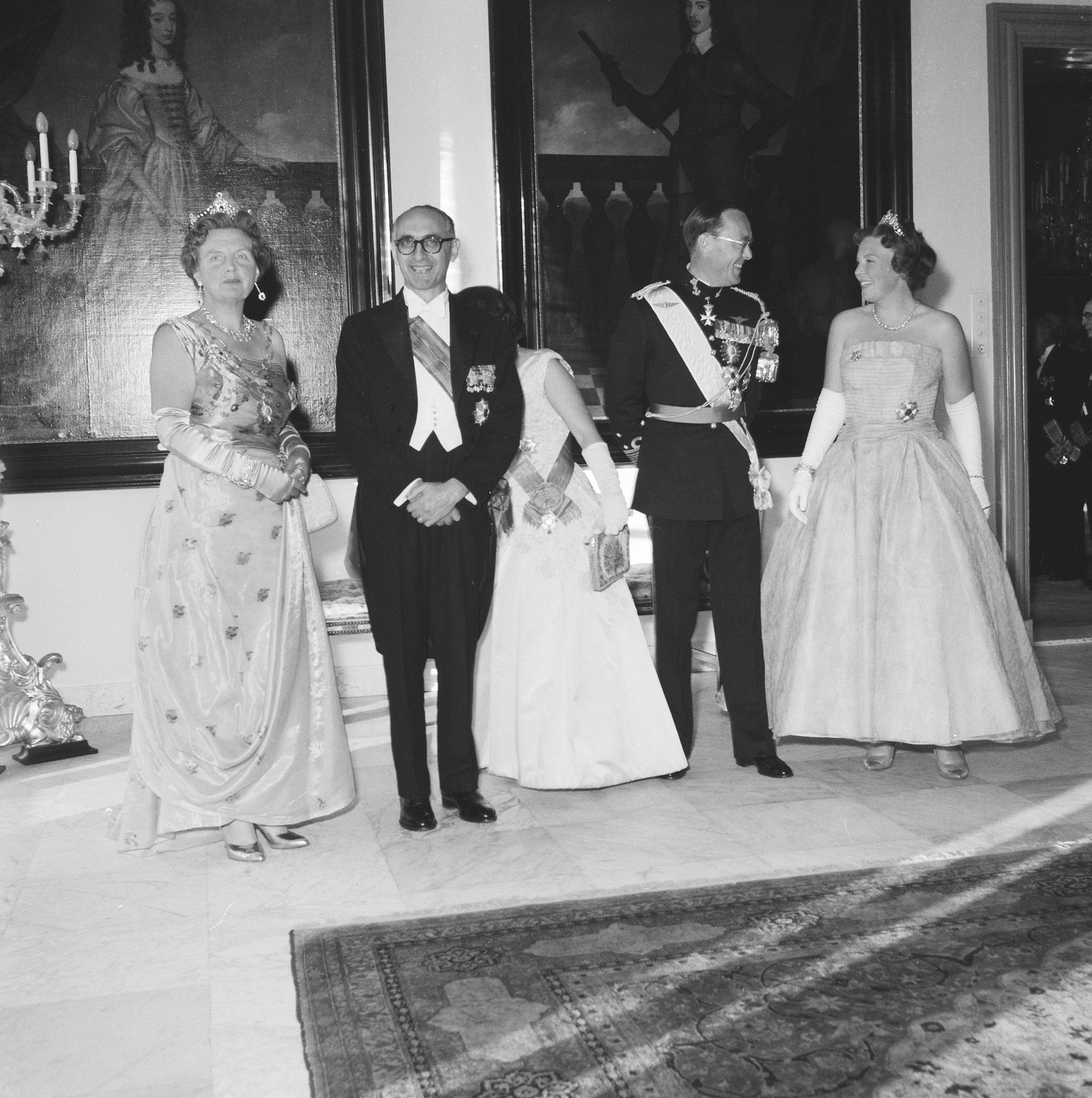
El presidente Frondizi reunido con la reina Juliana de los Países Bajos y el príncipe consorte Bernardo.

Durante el año 1958 realizó varios viajes alrededor del mundo, llegando a conocer desde al líder cubano Fidel Castro, hasta haber llegado a los Estados Unidos con objeto de mediar entre ambos países, que atravesaban un serio conflicto por la sospecha estadounidense de que Cuba pudiese albergar armas nucleares en su territorio.
Frondizi intentó acercarse como mediador entre ambos bandos de manera neutral, pero, por presiones militares, el 8 de febrero de 1962 se vio forzado a romper relaciones con La Habana.
El 15 de enero de 1959, el presidente Frondizi visitó los Estados Unidos, donde fue muy bien recibido. Fue la primera vez en la historia que un presidente de Argentina visitaba dicho país. Justo en ese momento, el ejército irrumpía en el frigorífico Lisandro de la Torre disolviendo así la huelga de sus trabajadores, quienes protestaban en contra de los despidos. En respuesta de la visita del mandatario argentino, el presidente Dwight Eisenhower visitó la Argentina en marzo de 1959. Ambos Estados emitieron la «Declaración de Bariloche» (un tratado sobre la protección de los parques nacionales), con la intención de promover un mejor nivel de vida para los países americanos.
En abril de 1959 Frondizi visitó las capitales de Uruguay, Brasil, Chile y Perú, y en todas ellas se lo dispensó con una excelente acogida.

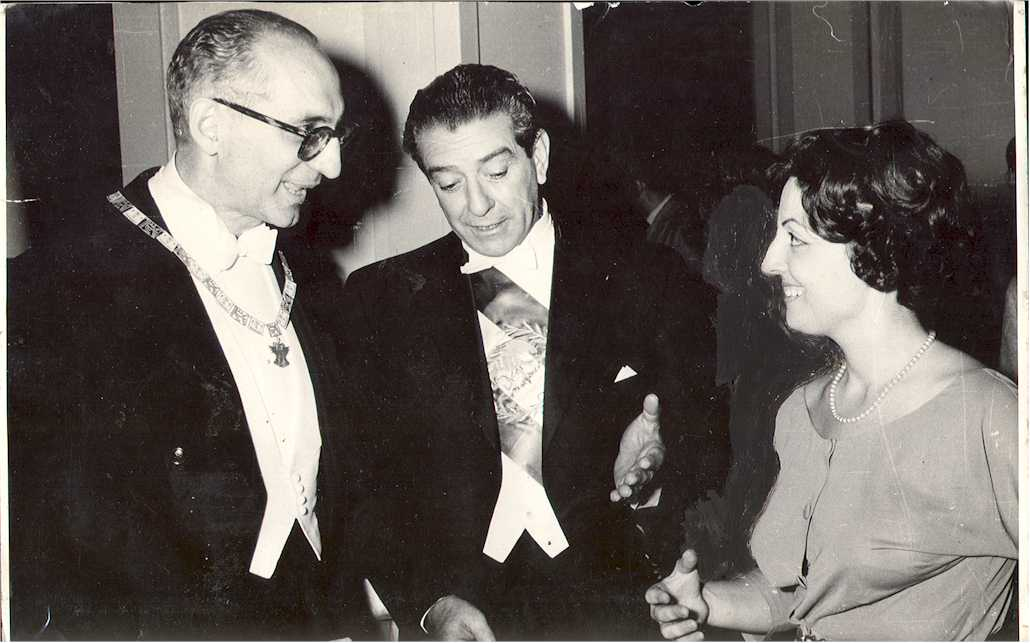
El presidente de México Adolfo López Mateos en una reunión con su homólogo argentino Frondizi.

Por primera vez en la historia argentina se llevaron a cabo acuerdos económicos con la Unión Soviética. Inicialmente el gobierno de Frondizi era bien visto en la Unión Soviética. El vicepresidente del Presidium del Sóviet Supremo de la Unión Soviética Tarasov estuvo presente en la asunción del presidente argentino, además de entrevistarse con él. El presidente envió una misión diplomática encabezada por José V. Liceaga a la Unión Soviética con el objetivo de conseguir un crédito para la compra de equipos petroleros. La Unión Soviética otorgó un crédito de 100 000 000 de dólares para la adquisición de material para extraer petróleo. Pero tras la crisis económica social de 1959 algunos miembros de la embajada soviética fueron expulsados, acusados de ser partícipes en algunos de los actos, hecho que el embajador Kostylev negó. En este clima el 27 de abril el gobierno prohibió las actividades del Partido Comunista, además dio por finalizado la compra de equipos de petróleo a ese país, cuando solo se había empleado un tercio del crédito.

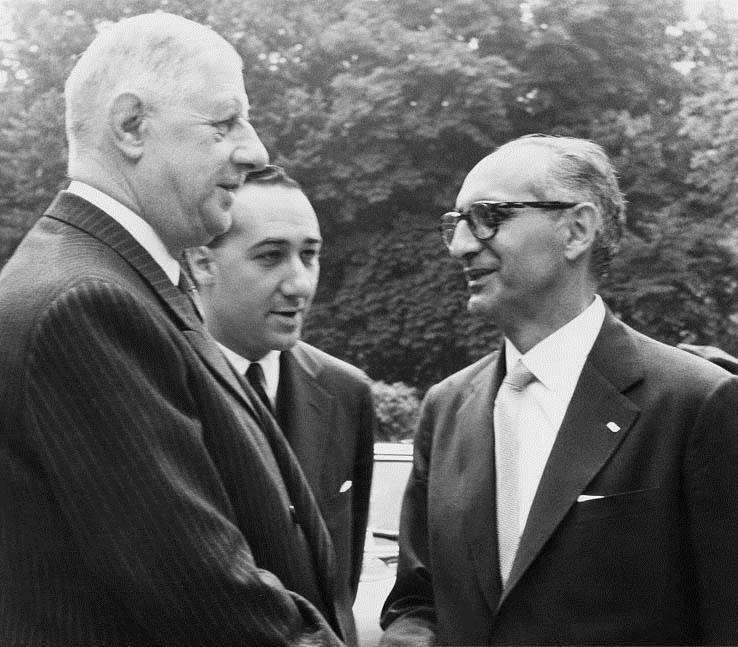
Con el presidente francés Charles de Gaulle.

Durante una visita a Japón durante su gira por Asia, dijo:

El pueblo japonés ha hecho una maravillosa experiencia de tesón y disciplina, al convertir una pequeña extensión superpoblada y no muy rica en recursos naturales, en una de las primeras potencias industriales contemporáneas.
Arturo Frondizi.

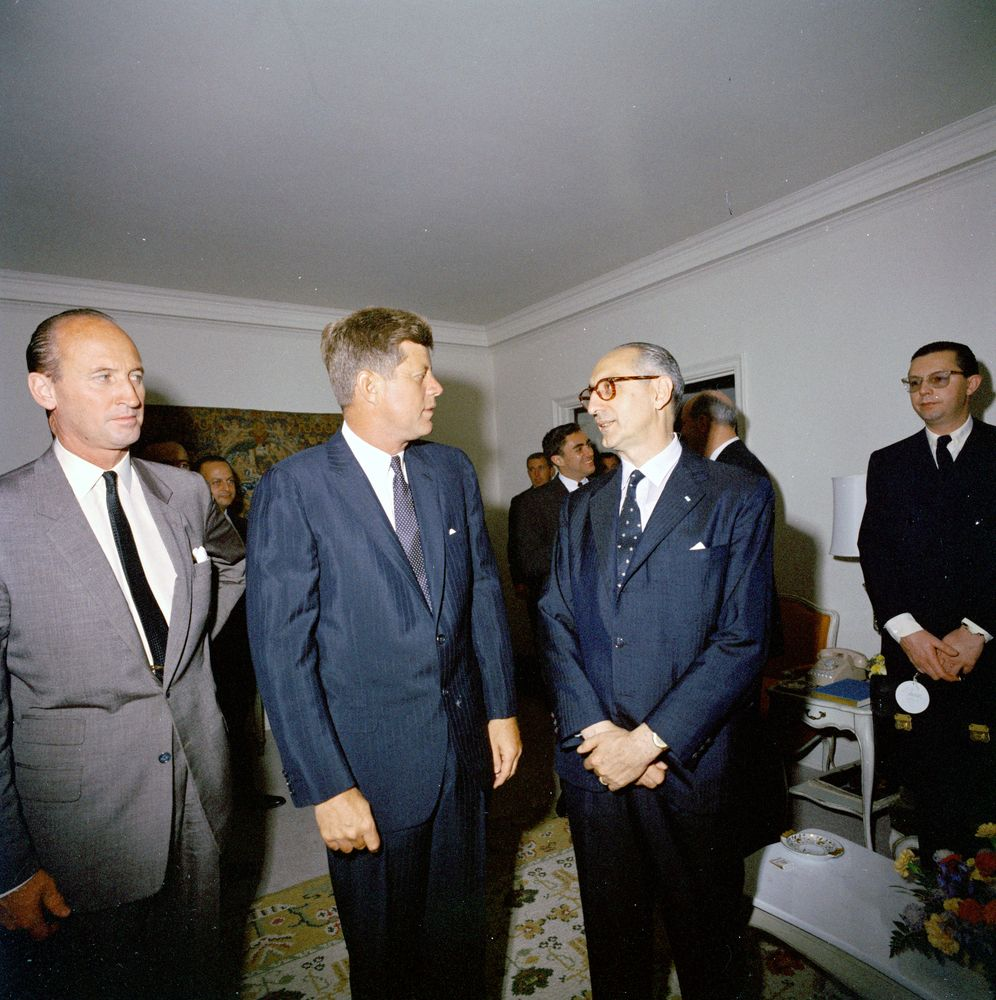
Kennedy y Frondizi (juntos en el centro de la imagen) en Estados Unidos en el año 1961.

Tras el incidente del islote Snipe en el Canal Beagle, los gobiernos de Argentina y Chile intentaron realizar acercamientos para poder solucionar sus problemas fronterizos. El 2 de febrero de 1959, el presidente Frondizi aterrizó en el aeropuerto Los Cerrillos y firmó junto a su homólogo chileno Jorge Alessandri la Declaración Conjunta sobre Arbitraje en la que ambos mandatarios se comprometían a «entrar de inmediato en negociaciones encaminadas a encontrar las fórmulas arbitrales adecuadas, que permitan resolver los diferendos existentes». Los dos presidentes habían acordado someter al arbitraje del gobierno británico (o en su defecto del presidente de la Confederación Suiza), la disputa limítrofe en la zona de río Encuentro y valles de Palena y California, mientras que la disputa del Beagle sería sometida ante la Corte Internacional de Justicia de La Haya.
 Se firmaron una serie protocolos diplomáticos con Chile en 1960. Uno de los protocolos sometía a arbitraje la cuestión del Paleina, otro era el Protocolo del Beagle, además de dos convenios: uno de navegación por los canales australes y otro de arbitraje permanente. Los presidentes Frondizi y Alessandri se reunieron en Santiago de Chile, en donde realizaron una declaración relativa al «acuerdo que contiene todas las bases para la solución pacífica de las cuestiones de límites pendiente dentro los dos países», exceptuando la Antártida. Fue en este acuerdo donde se pretendía someter a decisión de la Corte Interamericana de la Justicia de La Haya la disputa existente en el canal de Beagle. El 12 de junio de 1960 se reunieron en Buenos Aires los embajadores de ambos países para firmar lo que se conoció como el Protocolo del Beagle y el de Navegación, que permitía entre otras cosas, el paso de barcos de guerra argentinos por el canal y el estrecho de Magallanes. Aparte, el tratado establecía límites precisos, como por ejemplo, una línea fronteriza que correría por la línea media del canal dejando a este dividido para ambos países. Pero tanto el tratado como el Convenio de Navegación fueron rechazados por los Congresos de ambas naciones.

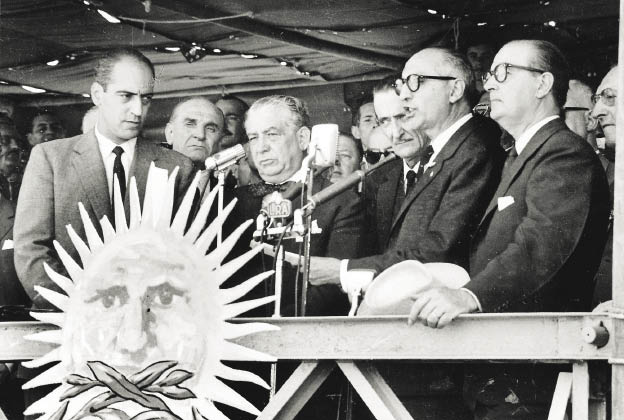
Frondizi junto al presidente del Consejo Nacional de Gobierno de Uruguay, Eduardo Víctor Haedo, en 1960, en un acto del 150.º aniversario de la Revolución de Mayo.

El 16 de junio de 1960 el presidente decidió realizar una gira por Europa. En dicha gira fue a la ciudad de Gubbio, procedente de Roma, donde comenzó su visita de Estado. Gubbio fue la ciudad en donde nacieron sus padres y los de su esposa. En ella se encontró con Enrico Mattei, presidente de la ENI, la empresa nacional de hidrocarburos italiana, con quien habló de una posible inversión petrolífera de Italia en Argentina; al día siguiente, Frondizi participó en la Festa dei Ceri Piccoli, pospuesta especialmente para esta ocasión. Antes de volver a Roma, se pasó por Perugia, en donde lo premiaron con el laurea ad honorem en Ciencias Políticas por su libro Petróleo y política. Más tarde visitó al Papa Juan XXIII en Roma, continuando su periplo por Milán antes de proseguir después con su gira por Europa.
En este año fue condecorado en Inglaterra con el título de Caballero de la Gran Cruz de la Orden de San Miguel y San Jorge, la mayor Orden en la escala de códigos de la Orden de San Miguel y San Jorge.
Cuando Frondizi ya llevaba dos años como jefe de Estado argentino, Jânio Quadros fue elegido presidente de Brasil. El 21 de abril de 1961 se entrevistaron ambos presidentes en Uruguayana, con la intención de que ambos países tuviesen una política común e hicieran proyectos económicos juntos. Pero los militares reaccionaron mal a esta entrevista, ya que Quadros se había entrevistado con el ministro de Industria cubano Ernesto Guevara (esta reunión llevaría al derrocamiento tanto del presidente brasileño, como del argentino). También se intentó crear una política internacional basada en los principios de la «no intervención» y autodeterminación de los pueblos.
Incluso en la Conferencia de la Organización de Estados Americanos (OEA), reunida en Punta del Este en enero de 1961, el canciller argentino Miguel Ángel Cárcano se opuso a la exclusión de Cuba del sistema interamericano. Tras la conferencia, Frondizi recibió a Guevara, representante argentino desde Cuba, en la residencia de Olivos.

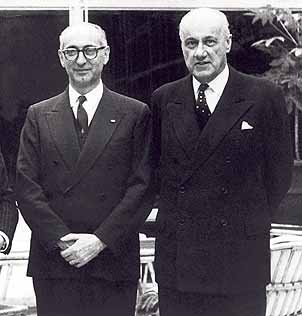
Frondizi en una reunión con el presidente de Chile Jorge Alessandri.

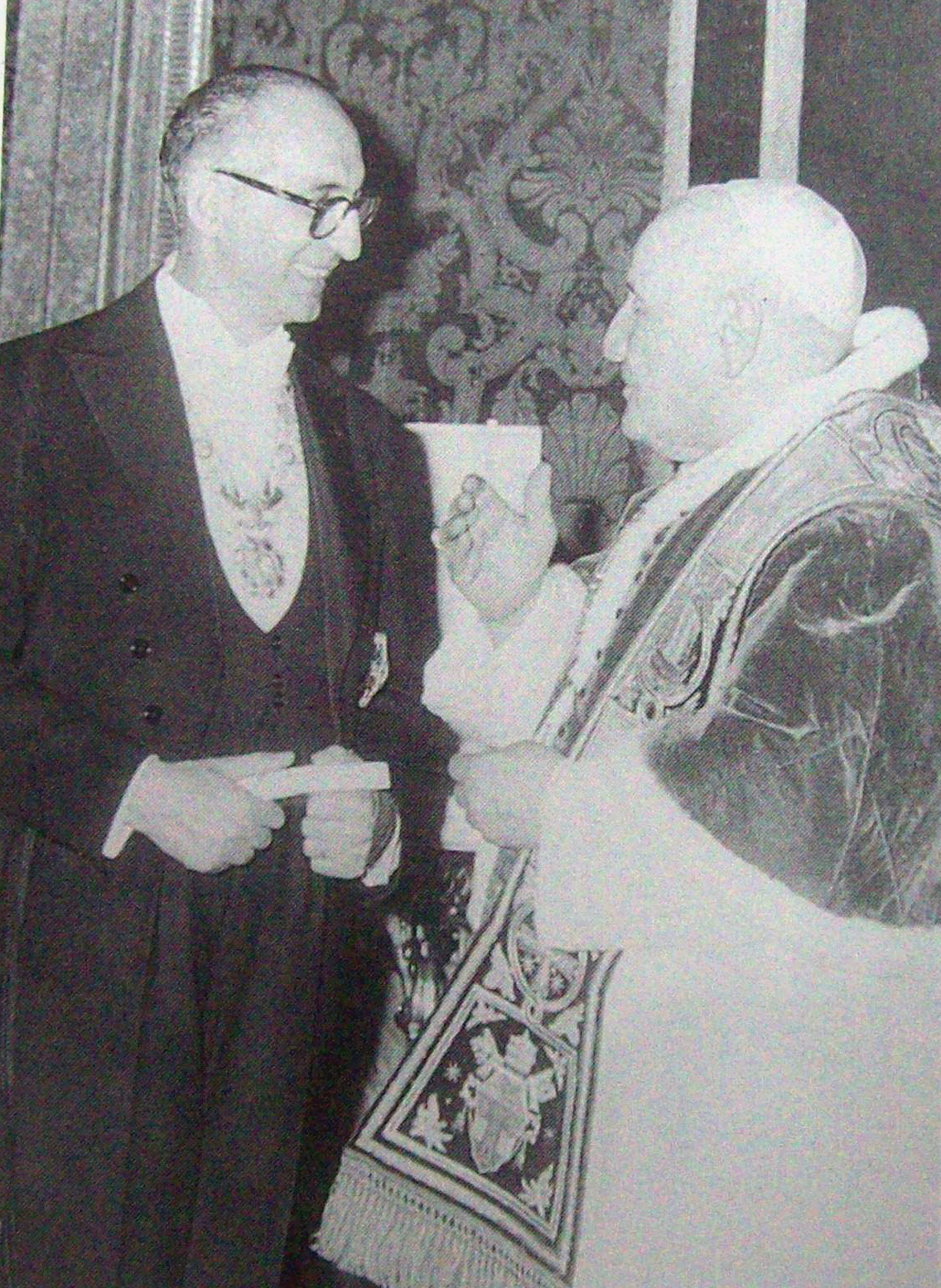
Arturo Frondizi durante una visita a Europa (1960), donde visitó al Papa Juan XXIII en la Ciudad del Vaticano. El Pontífice fue quien le dio el apodo de «el estadista de América», haciéndole ver que en Italia también hacían falta políticos como él.

En 1961, Frondizi viajó a Estados Unidos para lograr un compromiso de ayuda para el desarrollo de Latinoamérica.
Con el mismo objetivo colaboró en la firma del Tratado de Montevideo que creó la ALALC (Asociación Latinoamericana de Libre Comercio) y apoyó la Alianza para el progreso enunciada por el presidente estadounidense, John F. Kennedy, en marzo de 1961.
En noviembre de 1961 realizó una gira por Canadá, India, Japón y Tailandia. A su regreso se entrevistó con Kennedy en Palm Beach. En febrero de 1962 brindó un mensaje al país en el que defendió el principio de no intervención y el derecho de autodeterminación de los pueblos.

Un pueblo pobre y sin esperanzas no es un pueblo libre. Un país estancado y empobrecido no puede asegurar las instituciones democráticas. Por el contrario, es campo propicio para la anarquía y la dictadura.
Arturo Frondizi ante el Congreso de los Estados Unidos en enero de 1959.

Frondizi también dedicó su agenda a profundizar en las relaciones internacionales con países asiáticos, como el recibimiento de las visitas del presidente de Indonesia, Achmed Sukarno, y la canciller israelí Golda Meir, y su propia visita a la India, donde se entrevistó con el primer ministro Nehru. También se entrevisto con el dictador español Francisco Franco en Madrid. Uno de los objetivos buscados con estas reuniones era reforzar la posición internacional no alineada ante la Guerra Fría de Argentina. Otra de las visitas importantes de su período fue la que realizara el 17 de abril de 1961 el presidente italiano Giovanni Gronchi. En su histórica visita al Oriente en diciembre de 1961, se convirtió en el primer mandatario argentino en visitar India, Japón y Tailandia. Ante el primer ministro Nehru, el emperador Hirohito y el rey Bhumibol Adulyadej buscó capital que invirtiera en Argentina y así poder industrializar el campo y neutralizar la política restrictiva a los mercados europeos. En Tokio se reunió también con el primer ministro Hayato Ikeda y los príncipes herederos Akihito y Michiko; durante su estancia en India fue fotografiado montado sobre un elefante, fotografía que fue objeto de críticas y burlas por parte de la oposición.
También resolvió problemas fronterizos firmando varios acuerdos con Brasil.

#### Violación de la soberanía argentina por el secuestro de Adolf Eichmann
A finales de 1952 se había localizado en Argentina al fugitivo criminal nazi Adolf Eichmann gracias a la información que había aportado un amigo del cazador de nazis austríaco de origen judío Simon Wiesenthal. Ante la dificultad de que Israel pudiese conseguir la extradición de Eichmann por parte de Argentina (con el consiguiente peligro de que el criminal huyese), se diseñó, por parte de los servicios secretos israelíes del Mosad, el secuestro del buscado criminal nazi con el firme apoyo del primer ministro israelí David Ben Gurion, violando así los tratados de asistencia consular y la soberanía nacional argentina.
El 1 de mayo de 1960 llegó de incógnito un grupo del Nokmin (Vengadores) del espionaje israelí en vuelo regular a Buenos Aires, dando así el inicio a la «Operación Garibaldi» (bautizada así por el nombre de la calle donde vivía Eichmann). Este equipo —dirigido y coordinado por los agentes israelíes Rafael Eitan y Peter Malkin— inició durante casi dos semanas la vigilancia sobre su objetivo.

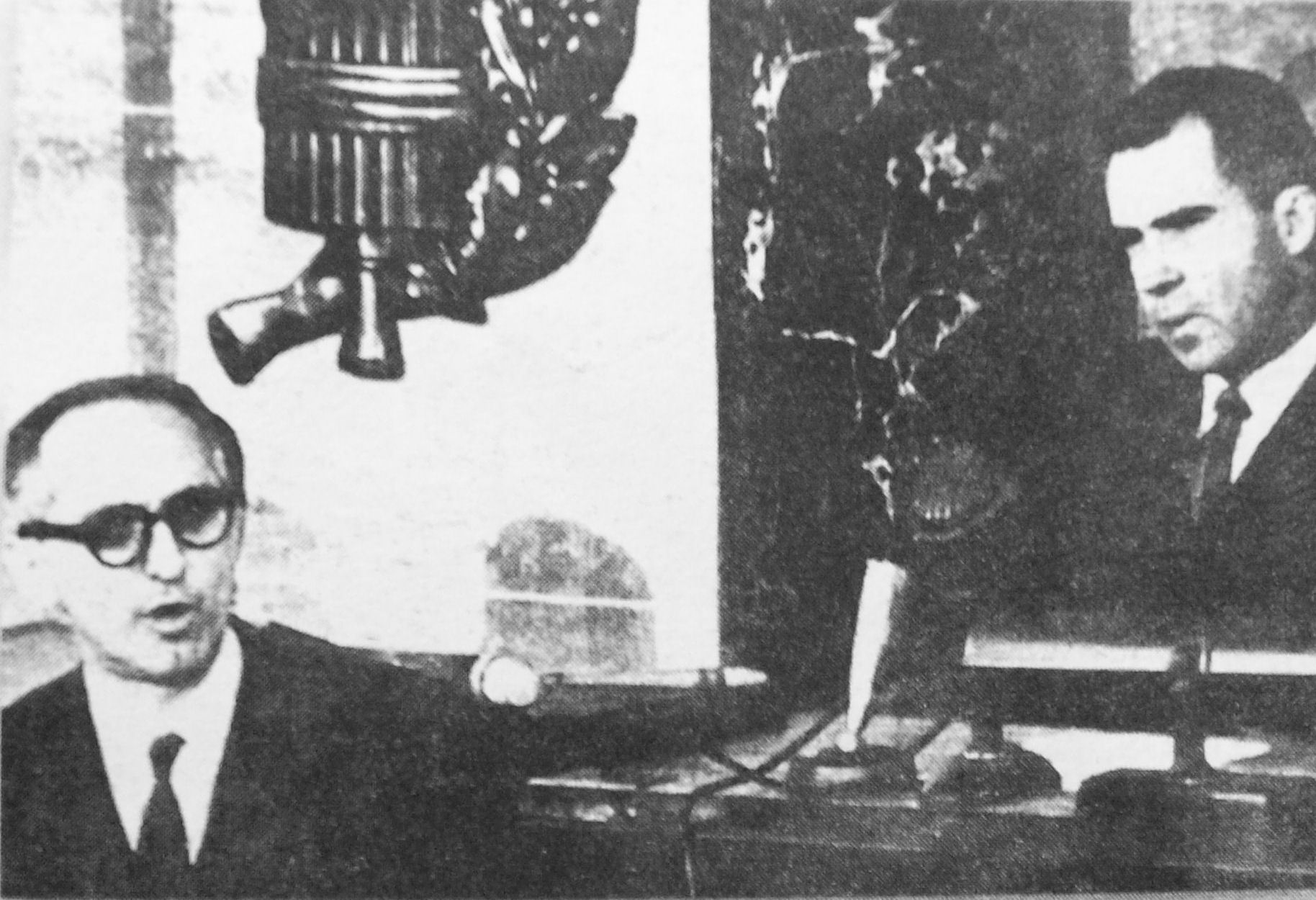
Frondizi con el vicepresidente Richard Nixon.

Finalmente, el 11 de mayo de 1960 secuestraron a Eichmann en plena calle subiéndole a un auto particular cuando bajaba del colectivo para volver del trabajo a su casa. Después, los cuatro hombres del Servicio Secreto israelí lo trasladaron el 20 de mayo desde el Aeropuerto Internacional Ezeiza de Buenos Aires a Israel en un avión particular, con otra identidad y simulando que estaba ebrio.
Ante este secuestro, la cancillería, por medio del embajador Mario Amadeo, reclamó ante el Consejo de Seguridad de Naciones Unidas por la grave violación de soberanía. Recibió apoyo del organismo internacional, pero Israel nunca tuvo intención de devolver al criminal nazi a Argentina.
Los diplomáticos de Estados Unidos, Gran Bretaña y Francia intentaron formalizar una reunión entre el presidente Arturo Frondizi y David Ben Gurion para que ambos buscaran una solución al caso de Eichmann, y que no se rompieran por ello las relaciones diplomáticas entre Argentina e Israel. Después de varios contactos, se acordó que el encuentro entre ambos mandatarios se celebrase en Bruselas en junio de 1960, frustrándose finalmente tal reunión por los recelos que había entre la diplomacia de ambos países.
Finalmente, Frondizi rompió relaciones diplomáticas con Israel, relaciones que habían sido establecidas hacía poco por el presidente Juan Domingo Perón. Poco tiempo después, Frondizi restableció de nuevo el vínculo con Israel.
El 11 de diciembre de 1961, Adolf Eichmann fue declarado culpable por crímenes contra la humanidad y el 15 de diciembre sentenciado a muerte, llevado a cabo el 31 de mayo de 1962. Sus últimas palabras fueron: «Larga vida a Alemania. Larga vida a Austria. Larga vida a Argentina. Estos son los países con los que más me identifico y nunca los voy a olvidar. Tuve que obedecer las reglas de la guerra y las de mi bandera. Estoy listo».

#### Visita de Ernesto Guevara

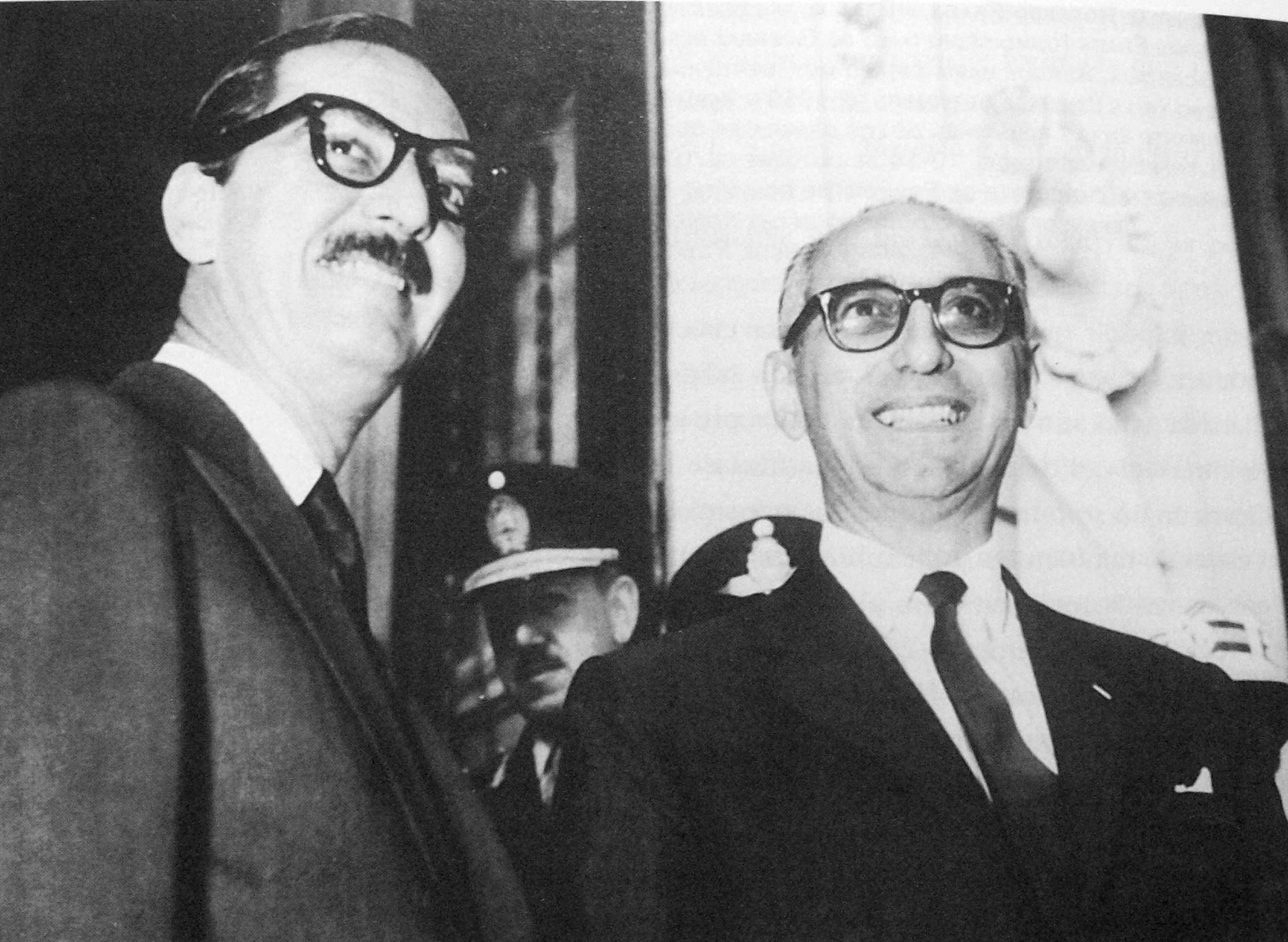
El presidente de Brasil Jânio Quadros junto a Arturo Frondizi en una reunión el 21 de abril de 1961 en Uruguayana. Ambos presidentes fueron derrocados en sus respectivos países. En ambos casos los militares golpistas pusieron como excusa la reunión que mantuvieron con Ernesto Guevara.

El 18 de agosto de 1961 visitó la Argentina por solo tres horas el líder de la revolución cubana Ernesto Guevara (curiosamente, esta sería la última vez que Guevara visitara la Argentina). Para tal ocasión, era necesario traer a Guevara de la manera más secreta posible, ya que si los militares se enteraban de esta reunión, se acarrearía un gran problema político para el país.
El elegido para llevar al líder cubano para su cita en Argentina fue el diputado Jorge Carrettoni, quien tenía la orden de no volar en el mismo avión que el líder guerrillero para no levantar sospechas.

Mi instrucción establecía que Guevara debía viajar solo: entonces, cuando le extiendo la mano para despedirme en la escalerilla del avión, Guevara me responde:

—¿Usted no viaja?

—No. Esas son mis instrucciones.

—Entonces yo tampoco viajo.

Y dando media vuelta se alejó, temiendo seguramente que se tratase de alguna trampa tendida por la CIA o por algún otro enemigo. Recordaría que su gran amigo Camilo Cienfuegos había muerto en un sospechoso accidente aéreo. Yo sentí que el mundo se derrumbaba y que la trabajosa operación estaba a punto de fracasar, por lo que opté por transgredir mis instrucciones y subir al avión.
Episodio relatado por Carretoni.

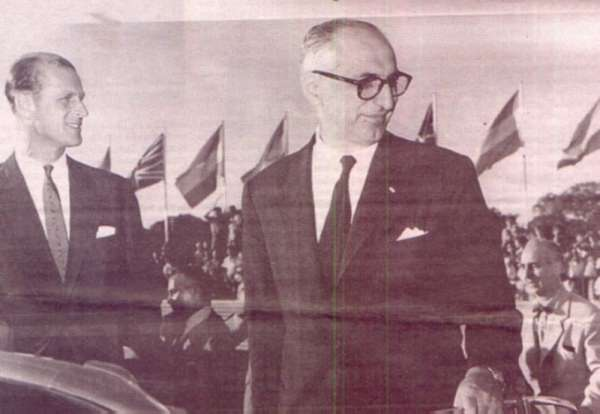
El duque Felipe de Edimburgo es recibido por Frondizi en Argentina.

Durante los cuarenta y cinco minutos que duró el viaje, Guevara durmió sobre el hombro de Ramón Aja Castro, director de Asuntos Latinoamericanos. El avión Piper llegó y aterrizó en tierra argentina, en el aeropuerto de la localidad de Don Torcuato (provincia de Buenos Aires).
Guevara viajó en auto hasta la Quinta Presidencial de Olivos, y enseguida fue recibido por el presidente; lo primero que hicieron fue encerrarse en un pequeño salón para hablar. Esta reunión duró tres horas.

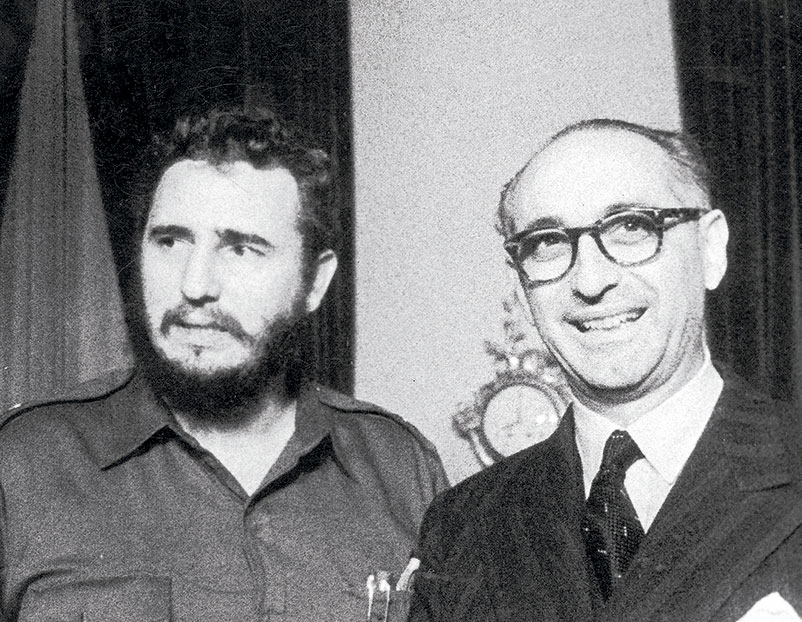
Frondizi con el líder de Cuba, Fidel Castro (Buenos Aires, 1959, poco tiempo después de la Revolución Cubana). Esta reunión fue uno de los motivos por los que se había vuelto mucho más tensa la relación entre el presidente y los militares argentinos.

Guevara había venido para representar al Ministerio de Industria de la delegación cubana a la IV Conferencia del Consejo Interamericano Económico y Social de la OEA, realizada en Punta del Este. Pese a que la reunión fue lo más secreta posible, fue inevitable que las Fuerzas Armadas se enterasen.
Aunque en aquella reunión no había habido mucho tiempo para hablar, durante la misma Guevara mantuvo su típica postura antiestadounidense, y también su opinión de que un país no debiera contar con ayuda económica de Estados Unidos, argumentando que los Estados Unidos siempre ganarían, a través de su prestación económica, enorme influencia política en el país afectado. El presidente Frondizi expresó, por otra parte, su preocupación por el camino que estaba tomando la política de Cuba hacia el socialismo, y también le confesó al líder guerrillero que tenía preocupaciones de que Cuba ingresase en el Pacto de Varsovia. Sin embargo, Guevara lo tranquilizó informándole de que eso no iba a convertirse en realidad.
La reunión de Frondizi con Ernesto Guevara provocó que veinte días después renunciara Adolfo Mugica de su cargo de ministro de Relaciones Exteriores y Culto el 29 de agosto de 1961. La actitud de Frondizi ante la Revolución cubana de 1959, junto con la visita de Fidel Castro y, más tarde, la de Guevara en la Argentina, hizo que se volviera más tensa la relación que había entre los militares argentinos y el gobierno civil de la nación, sobre todo después de que el líder cubano hubiera efectuado su visita al país en secreto.
Frondizi también tenía buenas relaciones con el presidente estadounidense John F. Kennedy. Este quiso que Argentina fuese el mediador entre Estados Unidos y Cuba en el conflicto de la «crisis de los misiles», ya que estos dos países vivían un enfrentamiento muy grave motivado por el temor de Estados Unidos a que Cuba pudiese tener a su disposición armas nucleares provenientes de la Unión Soviética apuntando hacia su territorio. De ahí que se alentara a petición del presidente estadounidense a que se celebrase una reunión entre Frondizi y Guevara para que se tratase el espinoso tema además de que se intentara encaminar las relaciones entre los dos países después de que los estadounidenses fracasasen en invadir la isla de Cuba.
El ejército protestó formalmente ante estas reuniones con los líderes cubanos, y presionó al presidente para cambiar su política con respecto a Cuba. Exiliados cubanos en Buenos Aires intentaron fraguar documentos con la intención de implicar a miembros del gobierno en un supuesto complot castrista. Frondizi ordenó una investigación, y hasta el propio informe del ejército, el famoso caso de «las cartas cubanas», no era más que una mentira.
El poder ejecutivo designó a veintiún peritos calígrafos tanto del Estado como privados para que investigaran la autenticidad de estos documentos. Estos calígrafos dictaminaron que los documentos eran burdas falsificaciones, ya que en el texto se encontraban modismos no propios de Cuba, sellos diferentes y firmas que diferían mucho de las originales (evidentemente calcadas). Nunca se supo quién falsificó estos documentos.
Según el historiador argentino Felipe Pigna, las cartas fueron «una historieta armada por la CIA» de Estados Unidos.
Una vez que se descubrió la reunión entre el presidente y Ernesto Guevara, Frondizi dijo:

Solamente los débiles eluden la confrontación con hombres que no piensan como ellos. Ninguno de los estadistas de las grandes naciones occidentales rehúsan hablar con los dirigentes de los países comunistas. Nosotros no queríamos ser jamás gobernantes de un pueblo que tiene miedo de confrontar sus ideas con otras ideas.
Arturo Frondizi.

#### Tratado Antártico
La Conferencia Antártica se inauguró en Washington D. C. (Estados Unidos) el 15 de octubre de 1959, en una atmósfera de incertidumbre, concurriendo en ella representantes de doce estados, de los cuales siete reclamaban su soberanía sobre alguna fracción del continente antártico, entre los cuales estaban: Argentina, Australia, Chile, Francia, Noruega, Nueva Zelanda y Reino Unido. Cuarenta y cinco días después se firmó el Tratado Antártico. Los derechos territoriales reclamados por Argentina, Chile y Reino Unido se superponían de manera considerable. Mientras, otros cinco países (Bélgica, Estados Unidos, Japón, Sudáfrica y la Unión Soviética) habían realizado exploraciones en la región sin haber presentado reclamaciones territoriales. Existían aspectos de la futura reglamentación para la Antártida que tenían el consenso general de las naciones, como por ejemplo la pacificación del continente, que tenía que quedar excluido de toda actividad de índole bélica, como también la garantía de investigación científica para cualquier país que lo deseara. El problema más complejo fue la consideración de los reclamos de soberanía.

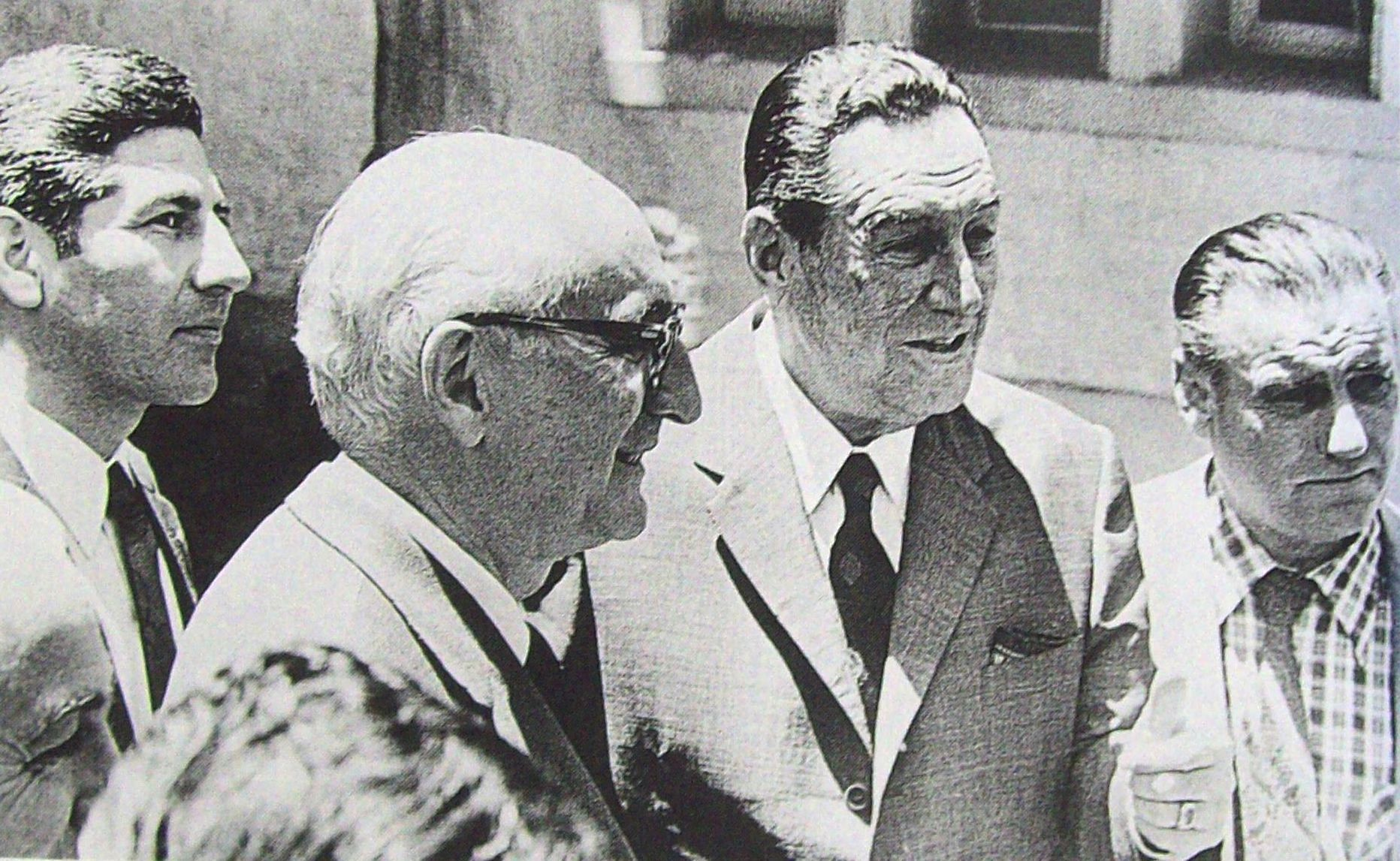
Frondizi junto a Juan Domingo Perón.

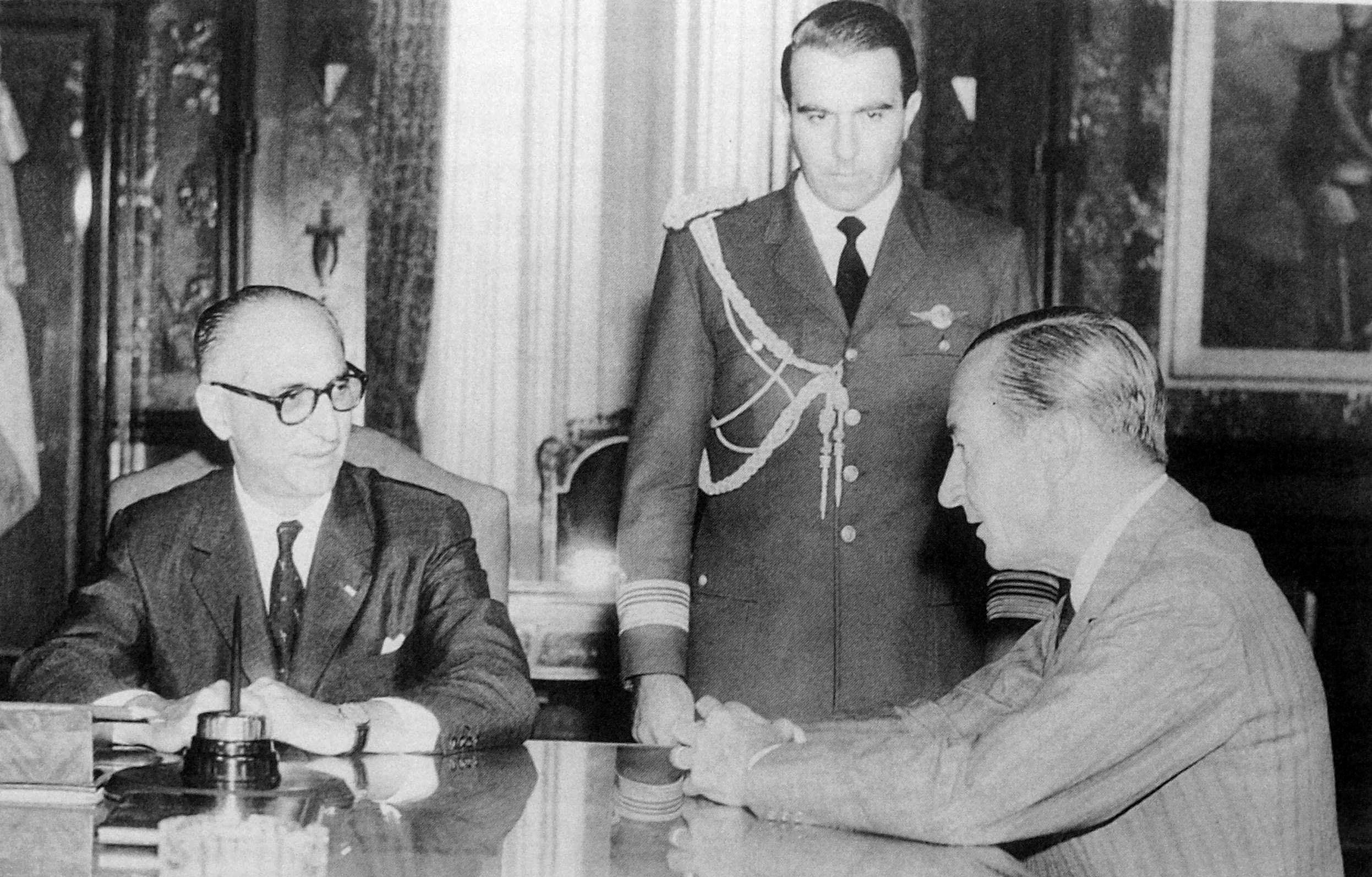
Fotografía del Presidente Frondizi con el teniente general Aramburu, este último le aconsejo a Frondizi a renunciar al poder, para que no vaya preso, cosa que rechazó.

La posición de la Argentina consistía en establecer el uso pacífico de la Antártida y la cooperación científica dentro de los límites convenidos, y que la Conferencia no modificara en lo más mínimo los derechos de las partes. Respecto de la utilización del territorio, el Gobierno argentino sostenía la necesidad de poner límites a la libertad absoluta, con el propósito de preservar los intereses ecológicos, y prohibir las pruebas nucleares y depositar desechos  nucleares. La última proposición tomó por sorpresa a la delegación estadounidense como a la soviética, y la insistencia argentina en la misma estuvo cerca de provocar una crisis en la reunión, no solo a nivel internacional, sino también dentro del gobierno de Frondizi.

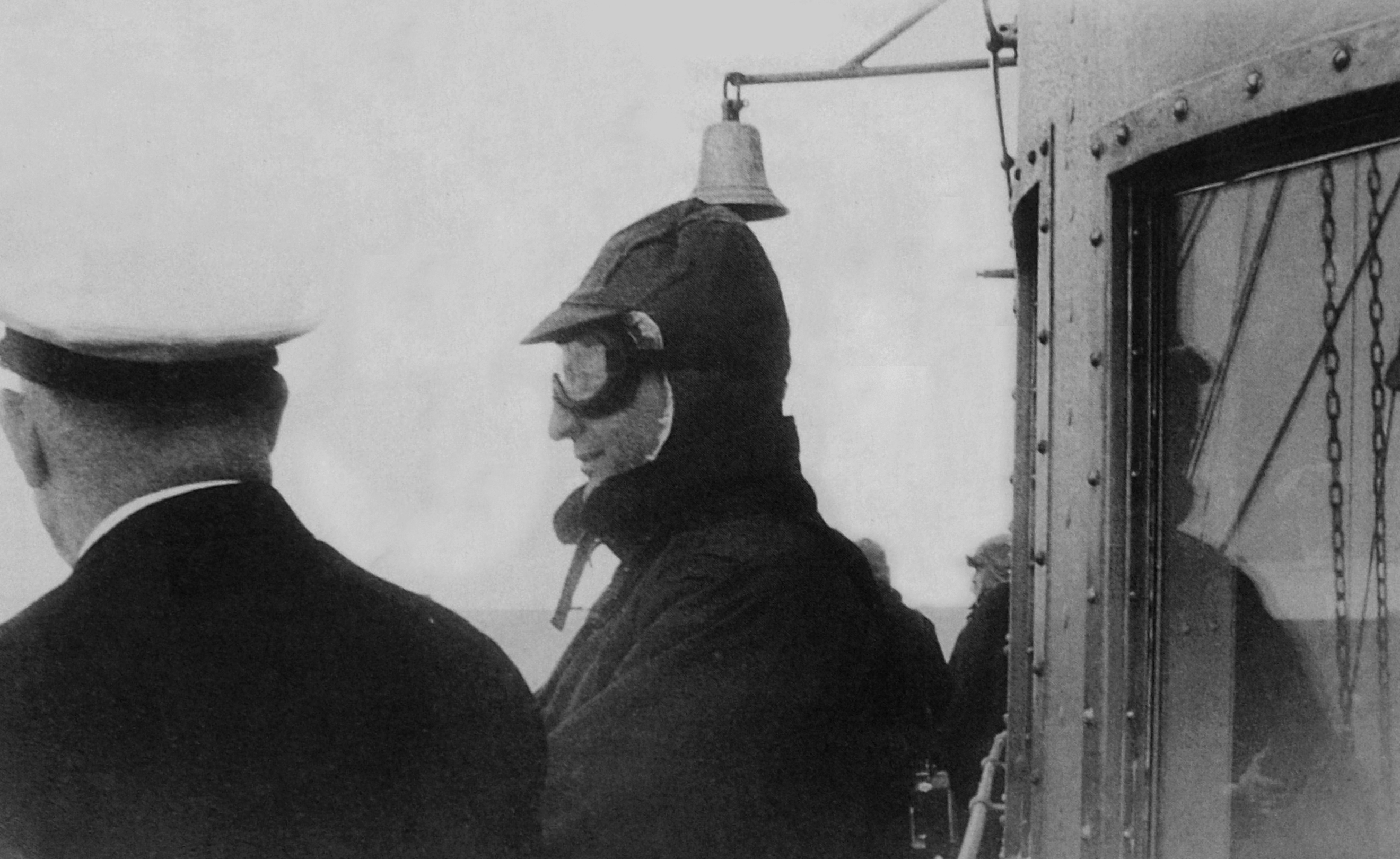
Arturo Frondizi conversa con el secretario de Marina, contralmirante Gastón Clement, a bordo del Bahía Aguirre. Foto de marzo de 1961.

El tratado fue firmado finalmente el 1 de diciembre de 1959, y se mantuvo de acuerdo con las exigencias por parte de Argentina en el sentido que se tenían que proscribir las actividades de naturaleza militar. El Tratado Antártico entró en vigencia el 23 de junio de 1961. El pacto tuvo cierto éxito puesto que la zona se mantuvo libre de conflictos. El consejo también logró internacionalizar y desmilitarizar el continente antártico, en el que se prohibieron realizar pruebas nucleares y almacenar residuos radiactivos. Durante la Guerra Fría estas actividades se desarrollaban con gran intensidad por las potencias beligerantes. Se aseguró que la región sea utilizada con fines pacíficos, incluyendo principalmente la exploración conjunta y investigaciones científicas. Los países signatarios obtuvieron libre acceso a toda la región con derechos recíprocos a inspeccionar sus instalaciones.
En su discurso del 1 de mayo de 1960, Frondizi le dedicó un párrafo a la Conferencia sobre la Antártida, afirmando que la Argentina había podido incluir en el tratado su oposición a la internacionalización de la zona. Los principios de libertad y cooperación científica también habían sido incluidos en el tratado.
Luego de la firma del tratado, Frondizi visitó la Antártida. El 6 de marzo de 1961 embarcó, junto a su comitiva, en el Bahía Aguirre para ir hasta la base de Decepción (Isla Decepción). La travesía de ida fue algo incómoda, ya que tuvieron que soportar fuertes temporales en el cruce del paso Drake. El 8 de marzo por la tarde fondeó en la Bahía 1.º de Mayo, y conjuntamente con el rompehielos General San Martín se rindieron los primeros homenajes a las autoridades que desembarcaban, siendo trasladadas en helicópteros y lanchas al destacamento donde se repitieron los honores. El vicario castrense Donamin realizó una misa, y desde allí Frondizi brindó un discurso al país y saludó a los miembros de la Armada Nacional, a los investigadores, a los científicos y a los técnicos.

Vuestro desinteresado sacrificio y el de los compatriotas que os precedieron han hecho posible, a lo largo de dos generaciones, afirmar de modo real y efectivo que la Antártida Argentina es para siempre parte inseparable del territorio nacional. Desde hace medio siglo, de todas las latitudes han llegado a la Antártida hombres de varias naciones para arrancar —en dura lucha con el medio— sus secretos a una naturaleza hostil, y para ello deben realizar un esfuerzo que reviste carácter de hazaña... a base de energía, voluntad y vigoroso esfuerzo espiritual y físico.

### Otras áreas

#### Energía
Se pusieron en marcha grandes proyectos hidroeléctricos, como el Chocón y la represa hidroeléctrica Cerros Colorados, para dar al país energía limpia. También se dio un gran apoyo a la industria agropecuaria, fomentando la utilización de maquinarias en el campo, gracias a una política activa de producción de este tipo de maquinaria.
Se fundó Servicios Eléctricos del Gran Buenos Aires (o por sus iniciales SEGBA), una empresa pública encargada de la producción, distribución y la comercialización de la energía eléctrica. Este servicio se dividiría y privatizaría en 1992 por Carlos Menem en tres entidades operativas: EDENOR, EDESUR y EDELAP.

#### Agrícola
Aunque la política del gobierno de Frondizi se había enfocado sobre todo en el desarrollo de la actividad industrial del país, no por ello se dejó de atender al sector agro, cuya actividad había representado una fuente importante de divisas para la economía argentina de entonces. Así, y gracias al desarrollo de la industria siderúrgica y petroquímica, que impulsaría la tecnificación y la provisión de la maquinaria, los fertilizantes y los plaguicidas necesarios, se llegó a incrementar la producción de la industria agropecuaria nacional. En todo este proceso hubo tres factores esenciales: la mayor disponibilidad de crédito a tasas viables; las mayores facilidades impositivas; y la participación del capital privado.
Para dar un ejemplo de todo esto, en 1957, antes de que asumiera Frondizi su cargo presidencial, en Argentina se vendían 6000 tractores. En el último año de su mandato, la venta anual de tractores subió hasta las 20 000 unidades, resultado del crecimiento del sector del agro.

#### Actividad aeroespacial

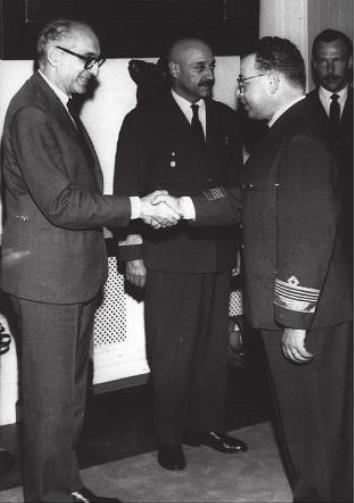
El presidente felicita al comodoro Aldo Zeoli por el exitoso lanzamiento del cohete Alfa Centauro.

Desde el primer gobierno de Juan Domingo Perón se venían probando distintos tipos de propulsores para realizar lanzamientos de cohetes manufacturados íntegramente en Argentina. Sin embargo, a lo largo de toda la década de 1950 las actividades se estancaron.
A partir del gobierno de Frondizi, se retomaron los experimentos, primero se comenzó a desarrollar en diciembre de 1959 motores a propulsante sólido. Mediante el decreto n.º 1164 del 28 de enero de 1960 se dio inicio a la CNIE, primer organismo para hacerse cargo de las tripulaciones de cohetes. Se designó al ingeniero Teófilo Tabanera como presidente, y el 27 de junio de 1961 el Poder Ejecutivo creó el Centro de Experimentación y Lanzamiento de Proyectiles Autopropulsados (bajo las siglas CELPA).
El primer lanzamiento de una aeronave construida íntegramente en Argentina se produjo el 2 de febrero de 1961, cuando desde la localidad de Santo Tomás, en Pampa de Achala (provincia de Córdoba), despegó el APEX A1-02 Alfa Centauro.
El comodoro Aldo Zeoli fue quien realizó el conteo y oprimió el botón de emisión. En el sitio, había aproximadamente treinta hombres, entre civiles y militares, además de un fotógrafo reportero del diario Clarín (de Buenos Aires).

#### Cultura
En 1960, el gobierno de Arturo Frondizi prohibió la publicación de la revista El Grillo de Papel, dirigida por Abelardo Castillo, por evidenciar un pensamiento de izquierda.

### Represión y Plan CONINTES
Inicialmente el gobierno de Frondizi derogó varios instrumentos de represión contra el peronismo y el movimiento obrero. En esa línea, el 26 de junio de 1958, el Congreso Nacional derogó el decreto ley 4161/56 sancionado por la dictadura para prohibir al peronismo, y sancionó una ley de amnistía que dejó en libertad a los miles de peronistas y sindicalistas encarcelados por la Revolución Libertadora.
También derogó la Ley de Residencia n.º 4144, dictada en 1902, que el sindicalismo argentino venía denunciando desde su misma sanción. En este período la tortura policial y carcelaria se generalizó visiblemente, al punto que el jefe de la principal bancada opositora de diputados y futuro vicepresidente de la Nación, Carlos Perette, denunciaba públicamente en la Cámara que
“las denuncias de torturas han asumido proyecciones inigualadas”.
Los niveles de represión alcanzados se relacionan con la gran resistencia de los sindicatos y el movimiento estudiantil, contra sus políticas económica y educativa, como las grandes huelgas de los trabajadores petroleros, ferroviarios, de la carne, bancarios y metalúrgicos, y las grandes movilizaciones obrero-estudiantiles, organizadas por la FUA contra las universidades privadas conocidas por uno de sus eslóganes, «Laica o libre».
En 1958, a poco de asumir como presidente de la Nación, Arturo Frondizi dictó el decreto secreto 9880/1958, del 14 de noviembre, que permitía al presidente declarar el «estado conintes» (conmoción interna del estado), que el presidente Juan Domingo Perón había intentado utilizar el 16 de septiembre de 1955 durante el golpe de Estado que instauraría a la dictadura de Aramburu. restringiendo la vigencia de los derechos y garantías constitucionales y habilitando la militarización de la sociedad y la declaración del estado de sitio.
El Plan Conintes de Frondizi permitía declarar zonas militarizadas a los principales centros o ciudades industriales como La Plata, y autorizaba a las Fuerzas Armadas a realizar allanamientos y detenciones (en las cuales se interrogaban a sindicalistas y peronistas) sin cumplir las normas constitucionales. Además, durante el «estado conintes» se declararon ilegales las huelgas y manifestaciones.
El 12 de marzo de 1960 se produjo un atentado terrorista mediante la colocación de una bomba en el domicilio particular del capitán del Ejército David René Cabrera, en el que resultó muerta su hija de dos años y con heridas graves su hijo de seis años, al derrumbarse prácticamente toda la vivienda. El hecho, que fue realizado por indicación del dirigente de la resistencia peronista Alberto Manuel Campos, fue uno de los 1566 atentados realizados durante el gobierno de Frondizi —de donde resultaron asesinadas 17 personas entre civiles y militares— y determinó que en la reunión entre el presidente y los comandantes de las tres armas del 14 de marzo se dispusiera poner en ejecución el plan Conintes. En un principio los militares requerían otras medidas, como la ley marcial, la cual conllevaba la posibilidad de aplicar la pena de muerte. El teniente general Carlos Severo Toranzo Montero le había dicho al presidente: «(...) y con expresa constancia de fusilar a todo aquel que sea descubierto in fraganti. La ley marcial, de esta manera, va a limitar el terrorismo». Para evitar esto, Frondizi dio ejecución por segunda vez el Plan CONINTES.
Así fue que el 14 de marzo de 1960, con el fin de reprimir las huelgas y protestas estudiantiles, el presidente Frondizi aplicó otra vez el Plan CONINTES y declaró a todo el país en «estado de conmoción interior del Estado».

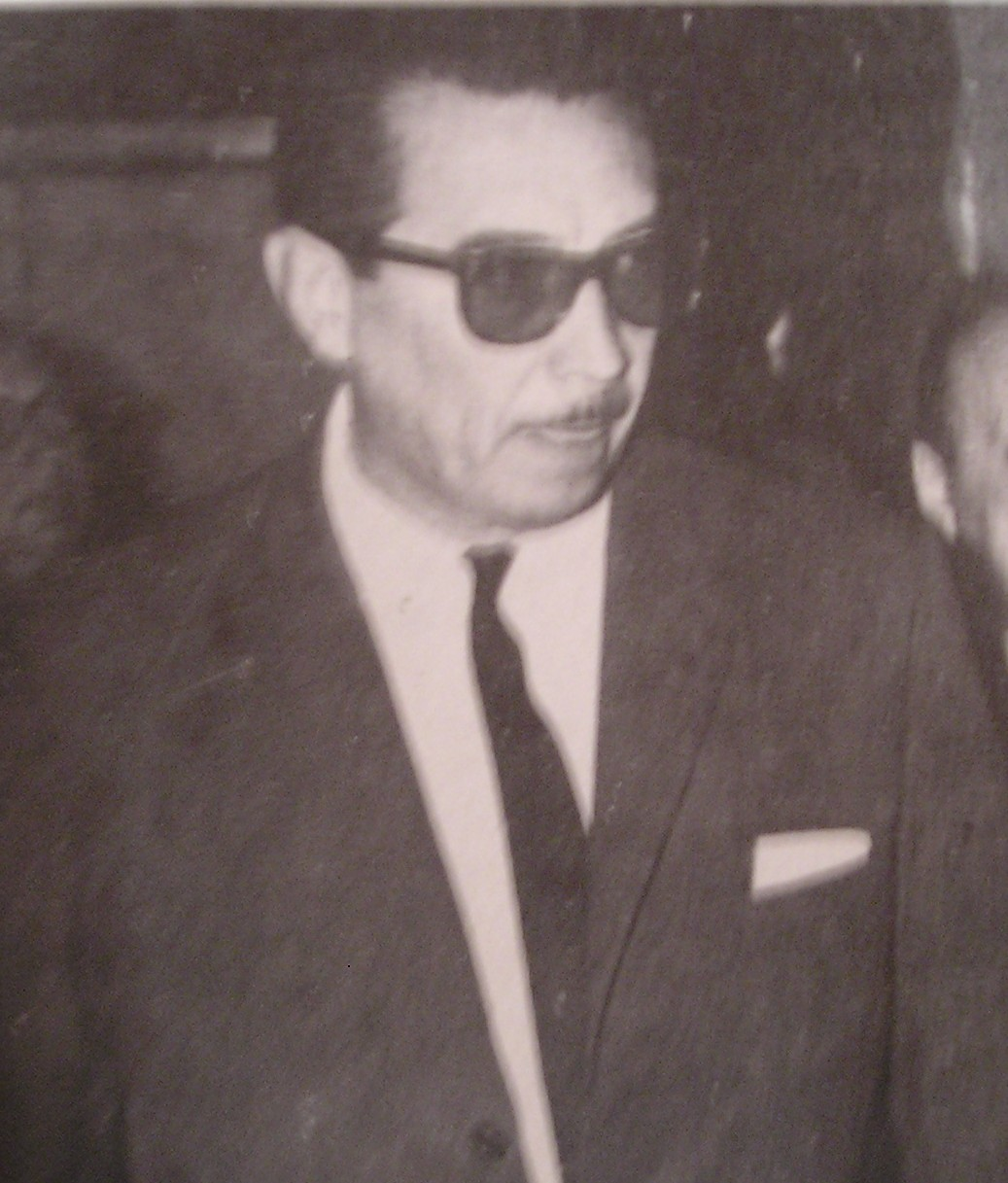
El sindicalista Andrés Framini (aquí en una imagen de 1955) fue uno de los cientos de encarcelados durante la aplicación del Plan Conintes. Su encarcelamiento generó una condena de la OIT contra el gobierno argentino.

Bajo el estado conintes, el Gobierno de Frondizi detuvo a cientos de opositores, sindicalistas y activistas estudiantiles; a estos presos se los llamó «presos Conintes». También intervino a los sindicatos. Para concentrar a los detenidos, Frondizi habilitó las prisiones militares de Magdalena y Punta del Indio, y reabrió la cárcel de Tierra del Fuego, instalada en la Isla de los Estados, que Perón había clausurado en 1947. Algunos de los presos famosos de ese momento fueron el comunista Rubens Íscaro, los peronistas Andrés Framini y José Ignacio Rucci, y el folclorista paraguayo José Asunción Flores.
Recién el 2 de agosto de 1961, Frondizi dio por terminado el estado conintes. En 1962 volvió a declararse al país en estado conintes durante varios meses. El Plan era preventivo y no aplicaba penas posteriormente a que se diera por finalizado.
Estas normas fueron impugnadas en varios casos y llevó a que la Corte Suprema de Justicia nombrada en 1958 por el presidente constitucional Frondizi con acuerdo del Senado de la Nación, se pronunciara a favor de la validez constitucional de las leyes 13.234 y 14.785, y de los decretos 2628/60 y 2639/60. En esos fallos la Corte sostuvo que era "notoria la existencia del estado de subversión y violencia generalizada" y convalidó “las tareas de investigación, para el arresto, la intervención de los Consejos de Guerra Especiales, el allanamiento de domicilios y la adopción de los procedimientos sumarios del Código de Justicia Militar”, aclarando que como el decreto 6495/61 derogó los decretos 9680/58 y 2628/60, no subsistían las condenas militares impugnadas legalmente. Un fallo ha considerado al Plan Conintes como un antecedente inmediato de la doctrina de seguridad nacional.
El 9 de febrero de 1960, el Gobierno clausuró la revista Mayoría e hizo detener a su director ―el periodista y escritor Tulio Jacovella― y a varios periodistas por haber publicado la investigación del periodista Rodolfo Walsh acerca del fusilamiento de peronistas en José León Suárez (el 9 de junio de 1956), así como los capítulos de su libro El caso Satanowski.

#### Intervención de Córdoba
El 16 de febrero de 1960 se produjo una explosión en los depósitos de nafta que la empresa Shell-Mex poseía en el barrio San Fernando de la ciudad de Córdoba. La explosión causó la muerte de nueve personas e hirió a otras veinte y conmocionó a la opinión pública, en tanto que los principales medios de comunicación lo consideraron inmediatamente como un acto terrorista. Fueron detenidos tres dirigentes peronistas, mientras que varios sindicalistas que no tuvieron relación con los hechos también fueron apresados. Serían finalmente liberados, sin que se les iniciara juicio. El gobierno por su parte dispuso la detención de los máximos dirigentes del peronismo cordobés y de decenas de líderes sindicales, utilizando las facultades represivas del Plan Conintes.
La explosión fue utilizada —y según algunos sectores de la UCRI realizada intencionalmente— para derrocar al gobernador de Córdoba, el radical intransigente Arturo Zanichelli, acusado desde sectores de las Fuerzas Armadas de «facilitar la infiltración peronista y marxista».
El 12 de mayo de 1960 el comandante en Jefe del Ejército Carlos Toranzo Montero emitió un comunicado ampliamente difundido por la prensa, en el que acusaba a Zanichelli de complicidad con el «atentado» y de «organizar y armar grupos terroristas». El conservador Partido Demócrata de Córdoba y el Partido Cívico Independiente —que respondía al ministro Alsogaray— también responsabilizaron al propio gobernador en sintonía con la acusación militar. La Junta de Comandantes de las Fuerzas Armadas exigió al presidente Frondizi la intervención federal a los tres poderes de la provincia de Córdoba.
Frondizi cedió a la presión militar y mandó un proyecto de intervención a la provincia, que sólo fue aprobado en la Cámara de Senadores.
Sin la aprobación de la Cámara de Diputados, Frondizi dispuso finalmente la intervención federal de Córdoba el 15 de junio de 1960, designando como interventor a Juan Francisco de Larrechea, ligado al derechista ministro Álvaro Alsogaray. La corriente liderada por Zanichelli lo consideró un «nuevo tipo de golpe de estado».

### Represión de las disidencias sexuales
El gobierno de Frondizi inició las campañas sistemáticas de moralidad con razias y persecuciones a homosexuales y travestis que fueron dirigidas por el comisario Luis Margaride. Por aplicación de los edictos policiales, solo en la Capital Federal eran detenidas entre 110.000 y 170.000 personas cada año.

Durante la presidencia de Arturo Frondizi se encumbró uno de los personajes más oscuros, nefastos y patéticos de la historia de los últimos años: el comisario Luis Margaride, una suerte de Savonarola del siglo XX, un cruzado contra la homosexualidad, las 'depravaciones' y el adulterio. El comisario Margaride solía encabezar personalmente los allanamientos a numerosos hoteles alojamiento; en estos procedimientos, una comisión policial iba forzando las puertas habitación por habitación, requisando e identificando a los sospechosos que temporariamente ocupaban las camas.
Federico Andahazi

En 1960 la célebre vedette transexual francesa Coccinelle solicitó visa para actuar en Argentina, pero el gobierno no se la concedió «por cuestiones de moral».

### Levantamiento del 30 de noviembre de 1960
El 30 de noviembre de 1960 un grupo de civiles y militares, algunos en actividad y otros en situación de retiro, comandado por el general Miguel Ángel Iñíguez, realizó acciones en varias ciudades, principalmente en Rosario y Tartagal, con el objetivo de derrocar al presidente Frondizi. Ese día un grupo armado llegó hasta el Regimiento 11 de Infantería "General Las Heras", en Rosario y con ayuda del capitán Juan Carlos Rossi y varios suboficiales, que estaban en actividad asignados al regimiento, se apoderaron de la guardia. En el enfrentamiento murió el coronel retirado Julio Barredo Barredo que estaba al mando de los atacantes en tanto de los defensores resultaron muertos un suboficial y dos conscriptos.
Al mismo tiempo, un grupo de militares y civiles se apoderó en Tartagal, provincia de Salta, del Batallón de Escuela, la municipalidad, la comisaría, la estación del ferrocarril, el aeropuerto, y las dos sucursales bancarias de la ciudad.
Algunas horas después, efectivos de la Gendarmería Nacional y de otras guarniciones, tras cuatro horas de combate recuperaron el cuartel de Rosario en tanto otras fuerzas hacían lo mismo con las instalaciones ocupadas en Tartagal. El levantamiento reavivó otros temas de discusión entre los que estaban la cuestión de la legalización de los partidos políticos y de las elecciones a realizarse en febrero de 1961 y fue utilizado como excusa para beneficio propio por distintos actores políticos. Robert Potash afirma que este episodio marcó un cambio en la actitud hacia el gobierno por parte del Ejército, que decidió reemplazar la política de vigilancia seguida hasta el momento, por otra de control directo sobre los actos del Presidente.

### Derrocamiento

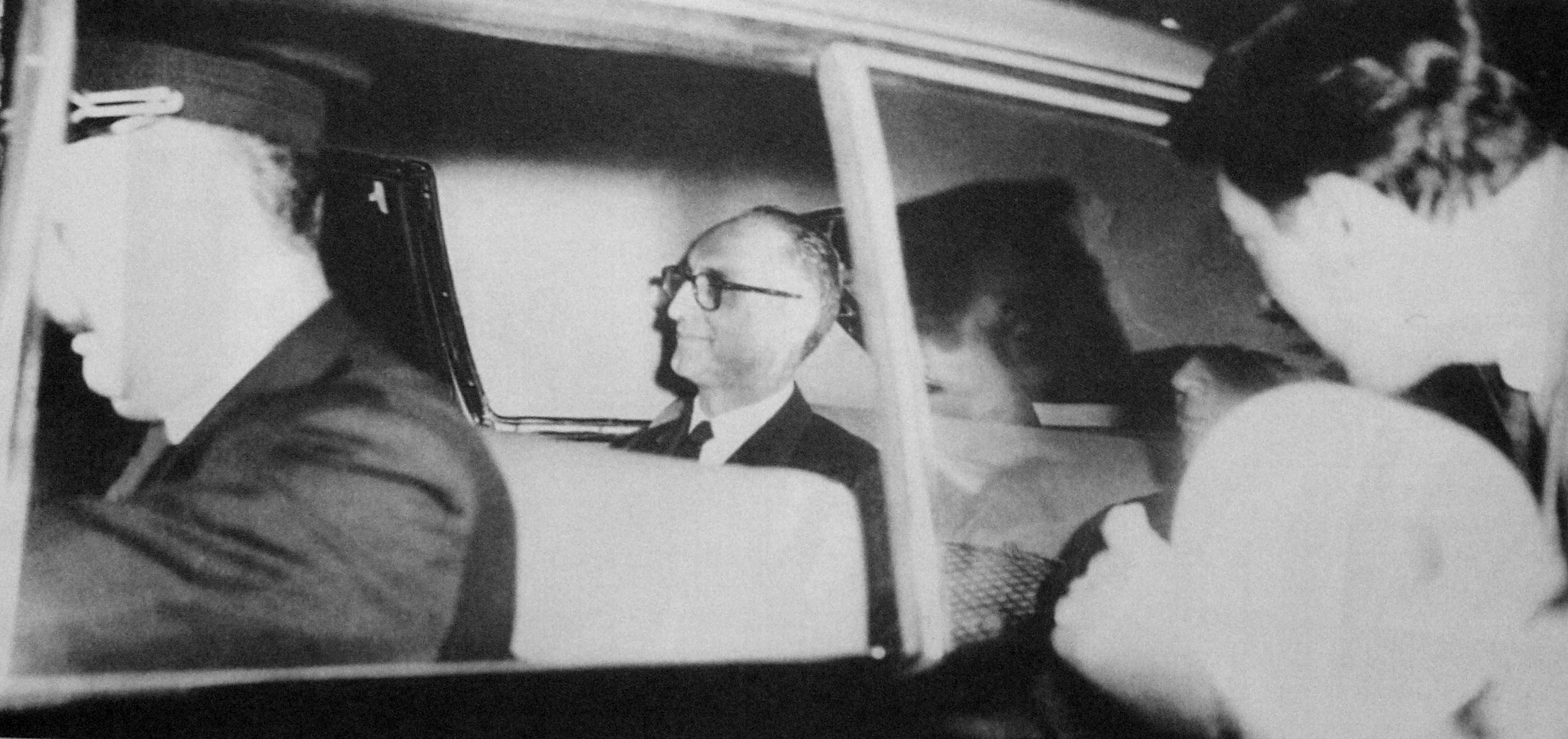
Arturo Frondizi llevado preso el 29 de marzo de 1962. Las Fuerzas Armadas habrían de deponerlo al día siguiente.

El gobierno de Frondizi sufrió grandes presiones por parte del poder militar, puesto que llegó a padecer veintiséis asonadas militares y seis intentos de golpe de Estado.
Con la renuncia de Alsogaray en 1961, con los paros de empleados públicos, obreros y sindicatos en la oposición, ante elecciones cada vez más próximas, Frondizi decidió a dar un vuelco y admitir una relativa participación del peronismo, a través de partidos alternativos o neoperonistas (Unión Popular, Partido Laborista, Tres Banderas, etc.). Dispuso entonces que las elecciones nacionales legislativas se realizaran el 18 de marzo de 1962, coincidiendo con algunas elecciones provinciales para gobernador, entre ellas el de la crucial provincia de Buenos Aires. El peronismo anunció inicialmente que presentaba la fórmula Framini-Perón. Aunque finalmente el segundo término fue ocupado por Marcos Anglada, la consigna «Framini-Anglada, Perón a la Rosada», revelaba la decisión del peronismo de no tolerar ninguna proscripción antidemocrática.
El peronismo ganó las elecciones legislativas en nueve de los diecisiete distritos en que se realizaron y seis gobernaciones (Buenos Aires, Chaco, Neuquén, Río Negro, Santiago del Estero y Tucumán), resultando elegido así Framini, un combativo sindicalista textil, gobernador de la crucial provincia de Buenos Aires.
Los militares querían que el presidente anulara las elecciones para que el peronismo no tuviera así ningún diputado ni senador en el Congreso; para evitar esto, Frondizi intentó realizar una maniobra e intervino en cinco provincias (todas las ganadas por el peronismo menos Neuquén), con la idea de quitar los gobernadores peronistas electos, pero no anular las elecciones, como le exigían los militares. De este modo, no pudo evitar el golpe militar que lo derrocó pocos días después. El 29 de marzo fue detenido por miembros de las Fuerzas Armadas. Sería trasladado primero al sur para luego quedar recluido en la Isla Martín García. En julio envió una carta de adhesión al voto en blanco.
Cuando Frondizi atendió el teléfono aproximadamente a las dos y media de la mañana, del otro lado estaba Gastón Clement, su secretario de Marina, quien le informó: «Señor presidente, quiero comunicarle que se ha resuelto su destitución y vamos a detenerlo. Lo siento mucho, pero yo no puedo hacer nada y dentro de un rato lo va a visitar el jefe de la Casa Militar. Se lo anticipo por si tiene que hacer algún preparativo». Frondizi respondió: «No, muchas gracias».

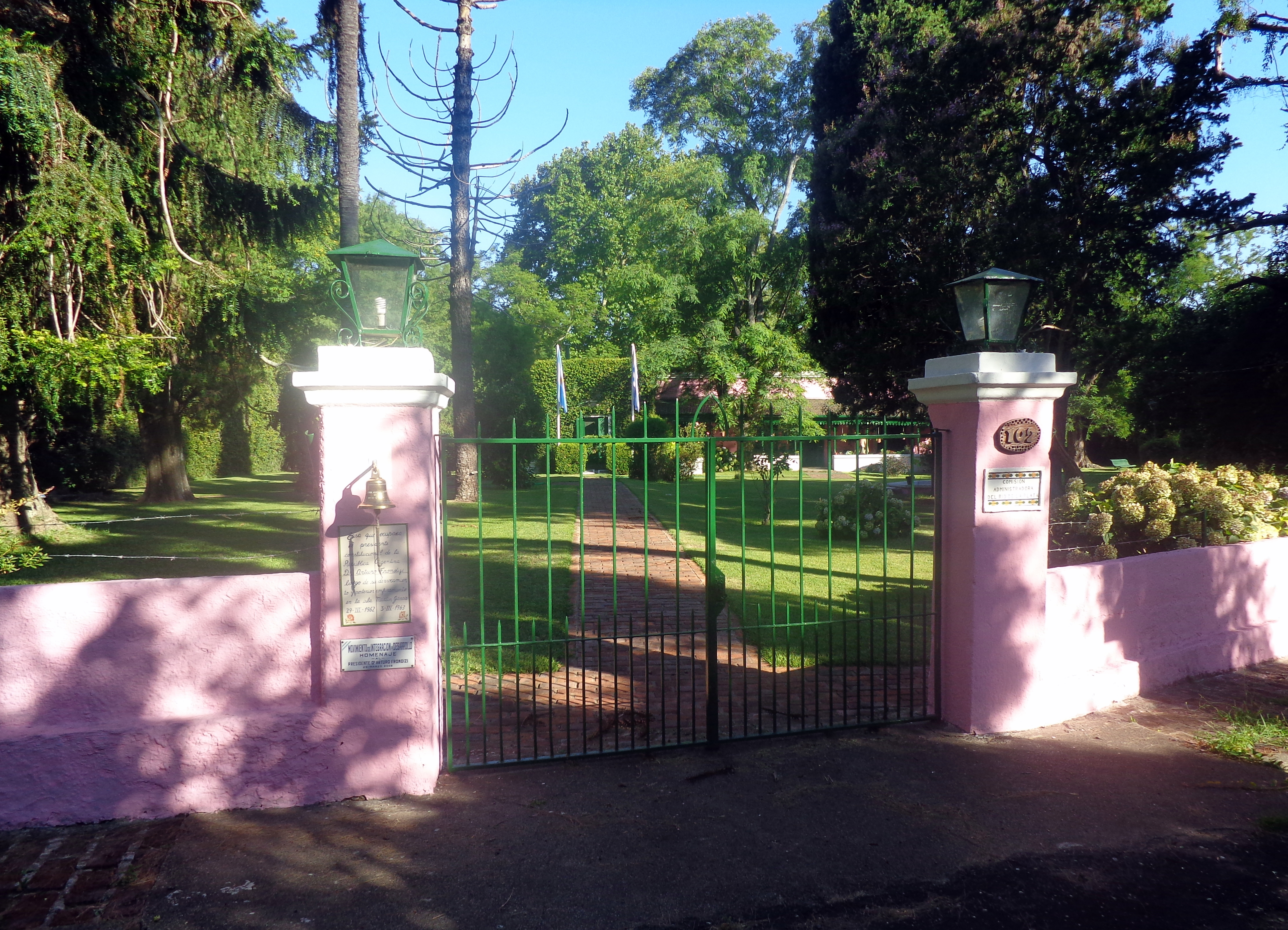
Casa donde estuvo Frondizi preso en la Isla Martín García.

Frondizi, sin embargo, detenido por los militares, se negó a renunciar diciendo una frase que se ha vuelto célebre en la historia argentina:

No renunciaré, no me suicidaré, no me iré del país.
La frase del presidente mostrando su negativa de renunciar.

 La negativa del presidente Frondizi a renunciar como le reclamaban los titulares de las tres Fuerzas Armadas teniente general Raúl Poggi, brigadier general Cayo Alsina y almirante Agustín Penas, extendió el golpe en tratativas y conciliábulos entre los conspiradores. Ello agotó a los golpistas y permitió una respuesta civil frente al golpe militar, por la cual algunos miembros de la Corte Suprema urdieron una ingeniosa maniobra, tomándole juramento como «presidente provisional» al senador radical intransigente José María Guido, quien era presidente provisional del Senado. El juez de la Corte Julio Oyhanarte fue quien ideó y propició la aplicación de la Ley de Acefalía para lograr la asunción de Guido. Al día siguiente, se produjo una situación con ribetes tragicómicos, cuando los militares golpistas, luego de dormir para recuperarse de la larga jornada del día anterior, concurrieron a la Casa Rosada para asumir el mando, siendo informados por los periodistas allí asignados que el país ya tenía otro presidente que había jurado esa mañana. Incrédulos, los conspiradores volvieron a debatir cómo concretar el golpe y decidieron finalmente tomarle un «examen» al nuevo «presidente», quien se comprometió a obedecer a los militares. Dicha entrevista entre los militares golpistas y el «presidente» Guido, fue registrada en un acta.
Al día siguiente, más de 24 horas después de la detención de Frondizi por los militares golpistas, Guido asumió el poder declarando que el Poder Ejecutivo estaba vacante «por destitución de hecho del anterior presidente», sin mencionar a Frondizi por su nombre, y que asumía la presidencia «en forma definitiva». El acta notarial mencionaba también que la firma se realizaba «en presencia de los señores comandantes en jefe de las Fuerzas Armadas», los mismos que habían detenido y que aún mantenían en cautiverio al presidente constitucional en la base naval de la isla Martín García. Debido a la detención de Frondizi, el bastón y la banda presidencial que simbolizaban el mando le fueron entregados por el escribano Jorge Garrido, interviniente en el acto. El acta, leída por el escribano Garrido en cadena nacional, decía:

En la ciudad de Buenos Aires, capital de la República Argentina, a los treinta días del mes de marzo del año 1962 siendo las 12:15 horas, me constituí yo, el escribano general del Gobierno de la Nación, en el Salón Blanco de la Casa de Gobierno, ha (sic) requerimiento del excelentísimo señor presidente provisional del Honorable Senado de la Nación, doctor José María Guido, quien se encuentra presente y manifiesta: que ante los hechos, que son de público conocimiento, que han producido la vacancia del Poder Ejecutivo por destitución de hecho del anterior presidente, ha asumido la Presidencia de la República en forma definitiva habiendo prestado en ese carácter el juramento constitucional ante la Corte Suprema de Justicia de la Nación. Esta acta forma un todo con la comunicación cursada en la fecha a la Corte Suprema de Justicia, que recibió el juramento. Y se firma, en presencia de los señores comandantes en jefe de las Fuerzas Armadas debiendo  enviarse testimonio al Superior Tribunal para su homologación. Acto seguido, el infrascrito escribano general procederá a poner en manos del señor presidente de la Nación, doctor don José María Guido, el bastón y banda presidencial, atributos simbólicos del mando supremo que acaba de asumir.
Jorge Garrido.

### Gabinete

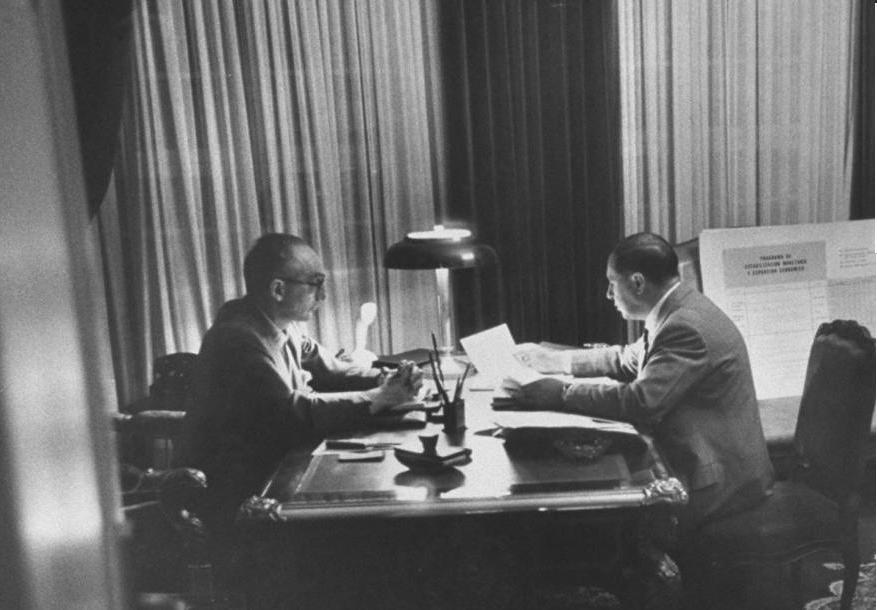
Frondizi despachando con su ministro de Economía Álvaro Alsogaray (derecha), en 1959.

En su gabinete, Frondizi incluyó a diversos funcionarios liberales, como Álvaro Alsogaray y Roberto Alemann, en el ministerio de economía, y otras personalidades como Miguel Ángel Cárcano y Carlos Muñiz, todas ajenas a la UCRI.
Aunque su ministro de economía era Emilio Donato del Carril, Frondizi se asesoraba a través de las recomendaciones de su secretario de economía Rogelio Frigerio. A más de un año de la asunción del gobierno, Frigerio tuvo que renunciar a su puesto por la presión de los militares (sin embargo, ambos se seguían viendo en secreto en la quinta de Olivos). En este contexto, para poder calmar un poco las presiones militares, Frigerio le recomendó al presidente ofrecerle el ministerio de economía a Álvaro Alsogaray.

## Actividades posteriores a la presidencia

### Décadas de 1960 y 1970
Frondizi continuó detenido más de un año, siendo trasladado en marzo de 1963 al Hotel Tunkelen en Bariloche. El 31 de julio de 1963 recuperó su libertad para reincorporarse a la vida política desde su nuevo partido, el Movimiento de Integración y Desarrollo (MID).
Durante ese mismo año creó el Centro de Estudios Nacionales, que fue el sitio donde había desarrollado su actividad política luego de su presidencia. El 21 de octubre fue sometido a una operación por un tumor de médula de naturaleza benigna. Después de su derrocamiento, Frondizi criticó duramente la asunción y gobierno de Arturo Illia (UCRP), quien anuló algunos de los contratos petroleros que este había firmado.
El 13 de agosto de 1964 estuvo presente durante un atentado del cual salió ileso y en el que no hubo víctimas. La investigación judicial no reveló cuál fue el objetivo del atentado, ni sus autores materiales e intelectuales. Frondizi responsabilizó al gobierno del presidente Arturo Illia, mientras que algunas investigaciones han sostenido que no se trató de un atentado contra la vida de Frondizi, sino de una acción intimidatoria de sectores peronistas, con el fin de combatir la decisión de Illia de no permitir el regreso del expresidente Juan Domingo Perón a la Argentina.
Volvió brevemente a la labor periodística en julio de 1966, al colaborar con una nota semanal en la revista Confirmado bajo la firma seudónima de Dorrego. En 1966 apoyó abiertamente el golpe militar que derrocó a Illia, pensando que la «Revolución Argentina» era una oportunidad de hacer la revolución económica y liberar al país de «los monopolios internacionales y sus aliados en el país». Pero al asumir Adalbert Krieger Vasena como ministro de Economía, Frondizi consideró que la revolución había sido bloqueada.
El 1 de marzo de 1971 hizo un viaje a Perú, invitado por las autoridades de ese país.
En marzo de 1972 visitó a Juan Domingo Perón en Madrid. Inició con él una serie de conversaciones que les llevaron a ambos a un nuevo acuerdo electoral entre sí. De este modo, el MID se incorporó al Frente Justicialista de Liberación Nacional (FREJULI), que ganó las elecciones presidenciales de marzo de 1973, con lo que se abrió el camino para la vuelta de Perón al poder en septiembre de 1973.
El contenido de las conversaciones entre Frondizi y Perón nunca fue develado, salvo por algunos escasos detalles de las mismas. En 2012 se publicó Perón y Frondizi: la conversación, de Luis Eduardo Meglioli, un libro con la transcripción de las conversaciones que habían sido registradas en cinta abierta sin que ninguno de los dos dirigentes lo supiera.
El 27 de septiembre de 1974 fue asesinado su hermano Silvio Frondizi por un comando del grupo parapolicial de extrema derecha Triple A.
El 19 de agosto de 1976 falleció su hija Elena, con apenas 39 años.
Este hecho deprimió mucho al matrimonio Frondizi. Desde entonces, el expresidente empezó a desaparecer cada vez más de la política argentina, reapareciendo por última vez en el año 1983, ya vuelta la democracia en Argentina, en la ceremonia del traspaso del poder al recién electo presidente Raúl Alfonsín.
Durante la dictadura militar instalada en 1976, Frondizi mantuvo una actitud expectante que no ha merecido críticas por parte de las organizaciones de derechos humanos. Sin embargo, ha sido criticado por el hecho de dar un apoyo implícito a la dictadura militar, al autorizar que dirigentes de su partido, el MID, ocuparan cargos en el gobierno militar, algo que también hicieron la UCR, el PJ, el PDP, la FFP, el MPN, el PDC, el PI y el PSD. Era dirigente del MID uno de los ministros de la dictadura, Oscar Camilión, y 94 intendentes de ciudades.
Con el fin de presionar a la dictadura para abrir una salida democrática, en 1981 Frondizi integró la Multipartidaria, en representación del MID, junto a los partidos Unión Cívica Radical, Partido Justicialista (peronista), Intransigente y Demócrata Cristiano.

### Guerra de las Malvinas y restauración democrática
Frente a la recuperación de las islas Malvinas realizada por el gobierno militar el 2 de abril de 1982, Frondizi firmó en representación del MID, el comunicado de apoyo a la medida redactado por la Multipartidaria el 12 de abril. El 22 de abril de 1982 el MID fijó su posición de apoyo crítico en una declaración firmada por Frondizi y Frigerio. En dicha declaración el MID sostuvo:

Sería absurdo suponer que en la Argentina hay quienes no apoyen la recuperación de las Malvinas. Pero así como la apoyamos queremos distinguir entre la acción de las Fuerzas Armadas, teñida ya de coraje y de sangre, respecto de la decisión política del gobierno que puso en movimiento esa acción. Todo el pueblo está y estará con sus soldados, pero tiene derecho a conocer el curso de acción para lograr que el sacrificio en vidas y bienes no sea en vano. Es falso que cuando hay un conflicto internacional haya que callar las discrepancias con el gobierno, aun las que suscite ese mismo conflicto. Salvo una restringida esfera de secreto diplomático y militar el país debe tener información genuina y debatir sobre cómo lograr que nuestros soldados y diplomáticos tengan éxito; sólo con la participación amplia del pueblo habrá una unidad real que trascienda la retórica... Nuestra inserción en el campo occidental es la resultante de una compleja gama de factores geográficos y políticos y salir de él por la contingencia del conflicto sería errar en la evaluación del esquema de alianzas que jugarán en favor y en contra de la Argentina. Sería, sin duda, desfavorable para la Argentina; y, por lo demás, si se llegara al extremo de una “mundialización” del litigio, a una intervención de las superpotencias, las consecuencias serían imprevisibles.

En un brevísimo artículo publicado en Página/12, el periodista Horacio Verbitsky destacó la postura crítica de Frondizi ante el desembarco en Malvinas y la consideró una excepción en el panorama político argentino, al igual que la postura crítica asumida por Raúl Alfonsín.
El 10 de diciembre de 1989 Frondizi relató en declaraciones al diario La Prensa que en 1981, un año antes del desembarco argentino en Malvinas, lo había visitado un general estadounidense, quien le había anticipado que Estados Unidos impulsaría a la Argentina a ocupar las islas Malvinas y luego apoyaría a Gran Bretaña en la recuperación de las mismas, con el fin de congelar el conflicto sobre soberanía y facilitar la instalación de una base militar. El 29 de septiembre de 1989 Frondizi ratificó su declaración a Mariano César Bartolomé, e identificó al militar estadounidense como el general Vernon Walters.
En 1984, siendo ya presidente de la Nación, Raúl Alfonsín rescató la presidencia de Frondizi, en un reconocimiento histórico de su gestión por parte de la línea radical no frondizista. Finalmente, en 1992, a los 84 años, fue condecorado por el Ejército Argentino con la medalla de oro. Como relata el historiador Felipe Pigna en un breve artículo biográfico:

A treinta años exactos de su derrocamiento, la misma institución que lo acusó de comunista, volvía sobre sus pasos, tomaba nota de los grandes cambios operados en las ideas de Arturo Frondizi y lo condecoraba con su máxima distinción.
Felipe Pigna.

El 20 de noviembre de 1985 falleció su hermano Risieri Frondizi.
En las elecciones de 1983 el MID presentó candidatos propios (Frigerio-Salonia), obteniendo el 1,19% de los votos y dos electores. En las elecciones de 1989, el MID integró el Frente Justicialista de Unidad Popular (FREJUPO) que llevó como candidato al peronista Carlos Menem, quien resultó victorioso. Como expresión de esa alianza, el desarrollista Antonio Salonia fue designado como ministro de Educación, en tanto que el propio Frondizi fue designado por el presidente como asesor ad honorem en reconocimiento a los servicios prestados a la Nación.
El 28 de octubre de 1991, en su octogésimo tercer cumpleaños, Frondizi donó al Museo de la Casa Rosada su banda y su bastón presidenciales, los cuales estuvieron guardados en su departamento de la calle Beruti, enfrente del Hospital Alemán, en sus estuches originales. El entonces presidente de Argentina, Carlos Menem, agradeció el gesto al decirle: «Mi primer voto fue por usted». Frondizi había dicho que quería entregarlos a la Casa Rosada para que «los niños de las escuelas puedan ver representados en ellos el republicanismo y la delegación de los poderes de los ciudadanos en una persona». En ese mismo año falleció su esposa Elena Faggionato de Frondizi.
El 30 de mayo de 1992 Frondizi recibió su diploma de honor emitido en 1931, junto a otros egresados de la UBA para quienes brindó un discurso.

## Fallecimiento
Tres años después de recibir la condecoración de la Medalla de oro del Ejército Argentino, el 18 de abril de 1995, falleció Arturo Frondizi a los 86 años en el Hospital Italiano de la ciudad de Buenos Aires por causas que no fueron informadas. Sus restos fueron inhumados en el cementerio de Olivos. Tres años después de su fallecimiento, en 1998, la fundación Konex premió a la memoria del expresidente con la condecoración de honor.

## Robo de la banda presidencial y el bastón
El 3 de abril de 2008, a casi cien años de su nacimiento, y estando remodelándose el museo de la Casa Rosada desde enero de aquel año, una empleada notó que faltaban el bastón y la banda presidencial que Frondizi había donado diecisiete años antes al museo. Nunca se encontraron explicaciones para este hecho, ya que había cuatro cámaras de seguridad alrededor del sector del museo, y para ingresar en él se tenía que dejar la huella digital, pero, aparentemente, no se consiguió avanzar en la investigación de este caso.

## Influencias, legado y opiniones
Políticos argentinos como Cristina y Néstor Kirchner, Roberto Lavagna, Ricardo López Murphy y Eduardo Duhalde (entre otros), afirmaron ser admiradores de la gestión de Arturo Frondizi, sin importar su ideología o partido político. Muchos de ellos lo consideraron como uno de los mejores dirigentes, y también, como el último presidente con un proyecto de país.
El historiador argentino Félix Luna relató en su libro Arturo Frondizi, mi antiguo jefe y maestro que:

Es posible que, como Rivadavia, haya sido un adelantado a su época: así parece evidenciarlo la vigencia de algunas de sus políticas, que en el tiempo de su magistratura provocaron el rechazo de muchos y hoy se demuestran como sabias. Ocurrió con su apertura política petrolera, su concepto de atracción de capital extranjero en las áreas más críticas de nuestra economía, su posición frente al problema de Cuba, y su convicción de que la guerra fría había terminado y que advenía una época de convivencia pacífica entre las naciones del mundo.
Félix Luna, 1995.

El expresidente Raúl Alfonsín, definiendo a Arturo Frondizi:

Impulsó la modernidad cuando aún no era conocida como factor de crecimiento institucional. Muchas veces me pregunté si la división del radicalismo no fue catastrófica para el país. Desde luego, todos habíamos admirado a quien, como presidente del Comité Nacional de Radicalismo, había pronunciado por radio el notable discurso del 27 de julio de 1955, en el que, a la par de reclamar el funcionamiento de la democracia, sentó la piedra angular de un programa de gobierno... Nunca odió a sus adversarios y tampoco tuvo rencor... De sus altos valores da cuenta la visita que la hija de López Rega hizo a Frondizi en su casa, en la que el anfitrión le reprochó: 'Sí, fue su padre el que mandó matar a mi hermano Silvio, pero yo lo perdono porque en mi corazón no guardo rencor ni deseos de venganza'. Norma, la visitante, se echó a llorar.
Raúl Alfonsín.

Durante la campaña de 2007, Roberto Lavagna reivindicó al exmandatario al decir:

Creo que Frondizi fue uno de los últimos grandes presidentes que tuvo la Argentina... Cuando algunos retrógrados querían volver al modelo económico agroexportador, Frondizi impulsó la integración productiva entre los distintos sectores y potenció la siderurgia, la industria pesada y la petroquímica dando protagonismo a las inversiones de capital y las tecnologías intensivas.
Roberto Lavagna.

Lavagna llegó a juzgar el pacto Frondizi-Perón de 1958 diciendo que había dado como resultado «un presidente-estadista». López Murphy dijo que Frondizi fue uno de los pocos políticos que asumió el poder con un pensamiento estratégico. En una oportunidad, Murphy confesó que se había emocionado cuando leyó el discurso de asunción del 1 de mayo de 1958.
Marcos Mundstock del grupo de música humorística Les Luthiers dijo:

Bueno, esos años [1958 a 1962] fueron maravillosos. Terminaron con la dictadura de Onganía. La universidad era una especie de ámbito privilegiado, floreciente, con aires de libre pensamiento. Ahí nacimos nosotros.
Marcos Mundstock, integrante de Les Luthiers.

Elisa Carrió opinó que «fue un estadista y el mejor de los presidentes que tuvo la Argentina». En 2007 lo definió directamente como «el último tipo que nos pensó»:

Algunas ideas de Frondizi me parecen clave, y esto también define nuestra propuesta. Nosotros creemos no en un conflicto de clases, porque esto lleva a la experiencia venezolana; nosotros creemos en una alianza de conciencia de clases... creemos que podemos tener un país integrado, social, política y culturalmente.
Elisa Carrió.

Carlos Alberto Reutemann ha declarado que ingresó en la gobernación de la provincia de Santa Fe después de haber mantenido una charla con Frondizi. Hablaron de política y el expresidente le respondió sobre su posible candidatura: «¿Y por qué no?».
En una conferencia en la Universidad Kennedy con ocasión de la publicación del libro Frondizi, ese desconocido..., el autor, el doctor Fernando Miranda, dijo, refiriéndose a cuando había leído los mensajes presidenciales del 1 de mayo de 1958:

Recuerdo luego que una tórrida tarde de verano, comencé a leerlos y no pude contener un franco sobresalto. Me encontré con palabras atemporales que parecían haber sido escritas en el momento que las estaba leyendo, tal era su actualidad.
Fernando Miranda.

En reiteradas conferencias y entrevistas, Eduardo Duhalde ha nombrado a Frondizi. Y en su libro Memorias de un incendio dijo:

A Arturo Frondizi lo voltearon intereses contrarios a la política desarrollista de ese gran intelectual y político que fue elegido con el apoyo peronista.
Eduardo Duhalde en Memorias de un incendio.

## Homenajes
El viernes 28 de octubre de 1999, se descubrió en una plaza de la ciudad de Gubbio, en la región italiana de Umbría en donde nacieron los padres de Frondizi, una placa con el nombre del expresidente argentino, con ocasión del aniversario de su nacimiento. El alcalde de la ciudad, Ubaldo Corazzi y el presidente del Rotary Club local, Gaetano Nardelli, representaron a los funcionarios italianos. En nombre de la Argentina, asistieron a la ceremonia el embajador en Italia, Félix Borgonovo; el ministro de Educación, Manuel García Solá; el titular de la Fundación Arturo Frondizi, doctor Cañete y el exministro y funcionario del gobierno de Frondizi, Antonio Salonia. Así se nombró a esta plaza de Gubbio «Piazza Arturo Frondizi».
A diez años de su fallecimiento, se rindió un homenaje en la sede central del Banco Nación, sobre la avenida Rivadavia, al frente de la Casa Rosada, donde se reunieron más de ciento cincuenta amigos y grandes seguidores de él. «Frondizi fue un gran defensor de la democracia. A través de su permanente afirmación desarrollista abrió un camino que necesariamente deberán transitar los argentinos», dijo Raúl Alfonsín, que elogió de esta manera a Frondizi a pesar de que habían pertenecido ambos a distintas líneas del radicalismo, que estaban muy enemistadas en aquella época. El homenaje duró todo ese día. El profesor José Giménez Rébora, los economistas Aldo Ferrer, Marcelo Lascano y Héctor Valle y el analista político José Miguel Amiune fueron los oradores. «Frondizi entendió muy bien cuáles eran las tendencias a nivel mundial y cómo podían ser aprovechadas por el país, pero el país no estaba preparado para ello», dijo Valle, director del Fondo Nacional de las Artes. En el cierre de la jornada, cuando el músico Atilio Stampone recordó las tardes en el comité dedicándole a Frondizi el tango instrumental «Impar», que había compuesto inspirándose en él, dijo:

Cuando le conté que había compuesto esta pieza de tango instrumental para él, Frondizi me preguntó:
—¿Por qué se llama 'Impar'?
a lo que yo le respondí:
—Porque es para una persona que no tuvo par.
Atilio Stampone.

El 6 de marzo de 2008 la Legislatura de la Ciudad de Buenos Aires rebautizó la Autopista 9 de Julio Sur con el nuevo nombre de Autopista Presidente Arturo Frondizi en homenaje al expresidente argentino.
Por ordenanza municipal 5465 del 7 de octubre de 2008 se le impuso al Parque Industrial de Junín el nombre de «Presidente Arturo Frondizi» en homenaje al aporte que el exmandatario hizo a la industria nacional. El acto correspondiente se realizó el 7 de noviembre de 2009.
El 22 de junio de 2008, el correo oficial presentó en el Salón Azul del Palacio del Congreso de la Nación una estampilla con el eslogan «Arturo Frondizi - 100 años de su nacimiento - 50 años de la asunción como presidente de la Nación». En la estampilla se puede ver la cara del expresidente, y al lado unas bombas de extracción de petróleo, todo con un fondo de color azul celeste claro. El 28 de octubre de 2008 una estatua en homenaje al expresidente fue erigida en una plaza que lleva su nombre en Paso de los Libres (provincia de Corrientes).
El 3 de abril de 2009 el Gobierno argentino dispuso la emisión de una moneda con la imagen de Arturo Frondizi, en conmemoración del centésimo aniversario de su nacimiento y del cincuentenario de su asunción como presidente de la Nación Argentina. La medida se oficializó en el 4 de marzo de 2009 en la ley 26.479, publicada en el Boletín Oficial. La norma lleva la firma del vicepresidente Julio Cobos, la del presidente de la Cámara de Diputados, Eduardo Fellner y la del secretario parlamentario Enrique Hidalgo.
El 29 de septiembre de 2010 los concejales aprobaron por unanimidad el proyecto de ordenanza para ponerle el nombre de «Presidente Arturo Frondizi» al parque industrial de La Carlota. Los concejales participaron el 29 de septiembre en el Concejo Deliberante. El Partido Justicialista apoyó el proyecto, al igual que lo hizo la UCEDE. No estuvo presente el radicalismo, aunque el vicepresidente Roberto Gadea expresó que: «lo importante es el Parque Industrial, por eso, el nombre está bien; así que también apoyamos este acuerdo».

## Distinciones y condecoraciones
- :  Gran Cruz, Clase Especial, de la Orden al Mérito de la República Federal de Alemania (junio de 1960)
- :  Gran Collar de la Orden del Cóndor de los Andes (24 de mayo de 1961)
- :  Collar de la Orden al Mérito de Chile (1 de julio de 1958)
- :  Collar de la Orden de Isabel la Católica (7 de julio de 1960)
- :  Caballero Gran Cruz de la Orden de la Legión de Honor (8 de mayo de 1960)
- :  Caballero Gran Cruz adornada con el Gran Cordón de la Orden al Mérito de la República Italiana (11 de junio de 1960)
- :  Gran Cruz de la Orden del Crisantemo (14 de diciembre de 1961)
- :  Collar de la Orden del Águila Azteca (21 de enero de 1960)
- :  Caballero Gran Cruz de la Orden del León Neerlandés (1 de julio de 1960)
- :  Gran Cruz de la Orden el Sol del Perú (17 de abril de 1958)
- :  Caballero honorario de la Gran Cruz de la Orden de San Miguel y San Jorge (4 de julio de 1960)
- :  Caballero Gran Cruz de la Orden de la Chula Chom Klao (6 de marzo de 1961)[198]
- :  Caballero con Collar de la Orden de Pio IX  (junio de 1960)

### Doctorhonoris causa
- : Universidad Nacional Mayor de San Marcos (1958)
- : Universidad de Fordham (1959)
- : Universidad de Madrid (1960)
- : Universidad de Perugia (1960)
- : Universidad de Ottawa (1961)
- : Universidad de Thammasat (1961)
- : Universidad de Waseda (1961)
- : Universidad de Hawái en Manoa (1961)

## Obras
- Régimen jurídico de la economía argentina: apuntes utilizados en la clase dictada en el Colegio Libre de Estudios Superiores (1942).
- Petróleo y política (1954).
- Paz y libertad para todos los argentinos (1957).
- Argentina y América Latina (1958).
- Europa y el desarrollo argentino: visita de Frondizi a Europa (1960).
- Diálogos con Frondizi (1963) con Félix Luna ISBN 950-49-0063-1
- Estrategia y táctica del Movimiento Nacional (1963).
- Petróleo y Nación (1963).
- El problema agrario argentino (1965).
- El movimiento nacional: fundamentos de su estrategia (1975).
- Qué es el Movimiento de Integración y Desarrollo ISBN 950-07-0165-0 (1983).
- La nación argentina y sus fuerzas armadas (1992).
- Realismo y ética en la praxis política (1994).